# モーニング娘。の映像作品一覧
モーニング娘。の映像作品一覧（モーニングむすめのえいぞうさくひんいちらん）は、モーニング娘。の映像作品（VHS・DVD・Blu-ray等）に関する一覧記事である。その他の作品については、モーニング娘。の作品・出演一覧を参照。

## シングルV
| 順     | タイトル                                                                 | 発売日   | オリコン | 備考 |
| 1999年 | 1999年                                                                   | 1999年   | 1999年   | 1999年 |
| ------ | ------------------------------------------------------------------------ | -------- | -------- | --- |
| 1      | ザ・ビデオ LOVEマシーン                                                  | 10月14日 | 1位      | - VHSのみ |
| 2000年 |                                                                          |          |          | |
| 2      | ザ・ビデオ 恋のダンスサイト                                              | 2月23日  | 1位      | - VHSのみ |
| 2002年 |                                                                          |          |          | |
| 3      | シングルV・そうだ! We're ALIVE                                           | 4月10日  | 1位      | - 以降DVD・VHSで発売 - メイキング映像あり |
| 4      | シングルV・モーニング娘。シングルメドレー〜ハワイアン〜                  | 7月24日  | -        | - おまけ映像あり |
| 5      | シングルV・Do it! Now                                                    | 9月26日  | 5位      | - メイキング映像あり |
| 2003年 |                                                                          |          |          | |
| 6      | シングルV・がんばっちゃえ!/HEY!未来                                      | 1月29日  | 2位      | - 「がんばっちゃえ!」はモーニング娘。とハロー!プロジェクトキッズ+後藤真希名義 - シングルCDは発売されていない。                                                                      |
| 7      | シングルV・モーニング娘。のひょっこりひょうたん島                        | 2月19日  | 2位      | - メイキング映像あり |
| 8      | シングルV・AS FOR ONE DAY                                                | 4月23日  | 3位      | - メイキング映像あり - メンバーコメント |
| 9      | シングルV・シャボン玉                                                    | 7月30日  | 2位      | - メイキング映像あり - シャボン玉（唄え!シャボン玉バージョン） |
| 10     | シングルV・GO Girl〜恋のヴィクトリー〜                                   | 11月6日  | 6位      | - 以降DVDのみで発売 - メイキング映像あり - Go Girl 〜恋のヴィクトリー〜告白大作戦!                                                                                                  |
| 2004年 |                                                                          |          |          | |
| 11     | シングルV・愛あらばIT'S ALL RIGHT!                                       | 1月21日  | 6位      | - メイキング映像あり - 愛あらば IT'S ALL RIGHT(Close-Up Version) |
| 12     | シングルV・浪漫〜MY DEAR BOY〜                                           | 5月12日  | 2位      | - メイキング映像あり - 浪漫〜MY DEAR BOY〜(Close-Up Version) |
| 13     | シングルV・女子かしまし物語                                              | 7月22日  | 3位      | - メイキング映像あり - 女子かしまし物語（パニックトレイン Ver.） |
| 14     | シングルV・涙が止まらない放課後                                          | 11月3日  | 5位      | - メイキング映像あり - 涙が止まらない放課後（ゆれる放課後 Ver.） |
| 2005年 |                                                                          |          |          | |
| 15     | シングルV・THEマンパワー!!!                                              | 1月19日  | 2位      | - メイキング映像あり - THE マンパワー!!!(Another Edition) |
| 16     | シングルV・大阪 恋の歌                                                   | 4月27日  | 6位      | - メイキング映像あり - 大阪 恋の歌(Dance Shot Ver.) |
| 17     | シングルV・色っぽい じれったい                                           | 8月3日   | 7位      | - メイキング映像あり - 色っぽい じれったい(Dance Shot Ver.) |
| 18     | シングルV・直感2〜逃した魚は大きいぞ!〜                                  | 11月23日 | 14位     | - メイキング映像あり - 直感2〜逃した魚は大きいぞ!〜(Close-up Ver.) |
| 2006年 |                                                                          |          |          | |
| 19     | シングルV・SEXY BOY〜そよ風に寄り添って〜                                | 3月29日  | 7位      | - メイキング映像あり - SEXY BOY〜そよ風に寄り添って〜(Dance Shot Ver.) |
| 20     | シングルV・Ambitious! 野心的でいいじゃん                                 | 6月28日  | 5位      | - メイキング映像あり - Ambitious! 野心的でいいじゃん(Dance Shot Ver.) |
| 21     | シングルV・歩いてる                                                      | 11月15日 | 5位      | - メイキング映像あり - 歩いてる(Close-up Ver.) |
| 2007年 |                                                                          |          |          | |
| 22     | シングルV・笑顔YESヌード                                                 | 3月7日   | 9位      | - メイキング映像あり - 笑顔YESヌード(Dance Shot Ver.) |
| 23     | シングルV・女に 幸あれ                                                   | 8月1日   | 9位      | - メイキング映像あり - 女に 幸あれ(Close-up Ver.) |
| 2008年 |                                                                          |          |          | |
| 24     | シングルV・リゾナント ブルー                                             | 4月23日  | 21位     | - メイキング映像あり - リゾナント ブルー(Night Scene Ver.) |
| 25     | シングルV・ペッパー警部                                                  | 10月15日 | 16位     | - メイキング映像あり - ペッパー警部(Close-up Ver.) |
| 2009年 |                                                                          |          |          | |
| 26     | シングルV・泣いちゃうかも                                                | 2月25日  | 30位     | - メイキング映像あり - 泣いちゃうかも(Dance Shot Ver.) |
| 27     | シングルV・しょうがない 夢追い人                                         | 5月20日  | 11位     | - メイキング映像あり - しょうがない 夢追い人(Drama Ver.) |
| 28     | シングルV・気まぐれプリンセス                                            | 11月4日  | 20位     | - メイキング映像あり - 気まぐれプリンセス(Green Dance Ver.) |
| 2010年 |                                                                          |          |          | |
| 29     | シングルV・女が目立って なぜイケナイ                                     | 2月24日  | 35位     | - メイキング映像あり - 女が目立って なぜイケナイ(Stage Ver.) |
| 30     | シングルV・青春コレクション                                              | 6月16日  | 19位     | - メイキング映像あり - 青春コレクション(青春Ver.-type2-) |
| 31     | シングルV・女と男のララバイゲーム                                        | 11月24日 | 44位     | - メイキング映像あり - 女と男のララバイゲーム(Another Dance Shot Ver.) |
| 2011年 |                                                                          |          |          | |
| 32     | シングルV・Only you                                                      | 6月29日  | 24位     | - メイキング映像あり - Only you(Image Ver.) |
| 33     | シングルV・この地球の平和を本気で願ってるんだよ!/彼と一緒にお店がしたい! | 9月21日  | 30位     | - メイキング映像あり |
| 2012年 |                                                                          |          |          | |
| 34     | シングルV・ピョコピョコ ウルトラ                                         | 2月1日   | 27位     | - メイキング映像あり - ピョコピョコ ウルトラ(Another Ver.) |
| 35     | シングルV・恋愛ハンター                                                  | 4月18日  | 16位     | - メイキング映像あり - 好きだな君が(LIVE Ver.) |
| 36     | シングルV・One・Two・Three                                               | 7月25日  | 36位     | - メイキング映像あり - One・Two・Three(Dance Shot Ver.) |
| 2022年 |                                                                          |          |          | |
| 37     | シングルV・ビートの惑星                                                  | 4月13日  | TBA      | - モーニング娘。'21名義 - 10年振りのシングルV - Blu-ray Discで発売 - UFW WebStore・FC先行販売 - メイキング映像あり - ビートの惑星(Dance Shot Ver.) - ビートの惑星(Dance Shot Ver.Ⅱ) |

## プロモーションビデオ集
| 順 | タイトル 発売日                                                                                    | 曲名 備考 |
| -- | -------------------------------------------------------------------------------------------------- | --- |
| 1  | 映像 ザ・モーニング娘。ベスト10 2000年6月14日                                                      | 1. 愛の種 2. モーニングコーヒー 3. サマーナイトタウン 4. 抱いてHOLD ON ME! 5. Memory 青春の光 6. 真夏の光線 7. ふるさと 8. LOVEマシーン 9. 恋のダンスサイト 10. ハッピーサマーウェディング - VHS・DVD同時発売 - 2005年10月26日に2ヶ月の期間限定で廉価版DVDを発売 |
| 2  | 映像 ザ・モーニング娘。2 〜シングルMクリップス〜 2002年12月4日                                     | 1. I WISH 2. 恋愛レボリューション21 3. ザ☆ピ〜ス! 4. Mr.Moonlight〜愛のビッグバンド〜 5. そうだ! We're ALIVE 6. Do it! Now 7. ここにいるぜぇ! - VHS・DVD同時発売 - 2005年10月26日に2ヶ月の期間限定で廉価版DVDを発売 - 映像特典：TV-CM集、「ここにいるぜぇ!」メイキング映像 |
| 3  | 映像 ザ・モーニング娘。3 〜シングルMクリップス〜 2005年3月24日                                     | 1. モーニング娘。のひょっこりひょうたん島 2. AS FOR ONE DAY 3. シャボン玉 4. Go Girl 〜恋のヴィクトリー〜 5. 愛あらばIT'S ALL RIGHT 6. 浪漫 〜MY DEAR BOY〜 7. 女子かしまし物語 8. 涙が止まらない放課後 9. THE マンパワー!!! 10. HEY!未来 - 初回限定：ハロプロフォトカード（トレカサイズ）1種封入 - 映像特典：「THE マンパワー!!!」未公開メイキング映像、TV-CM集 |
| 4  | 映像 ザ・モーニング娘。4 〜シングルMクリップス〜 2007年5月2日                                      | 1. 大阪 恋の歌 2. 色っぽい じれったい 3. 直感2〜逃した魚は大きいぞ!〜 4. SEXY BOY〜そよ風に寄り添って〜 5. Ambitious! 野心的でいいじゃん 6. 歩いてる 7. 笑顔YESヌード 8. 悲しみトワイライト 映像特典 - 【特典映像1】「恋は発想 Do The Hustle!」、「大阪 恋の歌(Dance Shot Ver.)」、「色っぽい じれったい(Dance Shot Ver.)」、「直感2〜逃した魚は大きいぞ!〜(Close-up Ver.)」、「SEXY BOY〜そよ風に寄り添って〜(Dance Shot Ver.)」、「Ambitious!野心的でいいじゃん(Dance Shot Ver.)」、「歩いてる(Close-up Ver.)」、「笑顔YESヌード(Dance Shot Ver.)」、「悲しみトワイライト(Close-up Ver.)」 - 【特典映像2】「1〜8 15",30"TV SPOT」 - 【特典映像3】「悲しみトワイライト」メイキング映像 |
| 5  | 映像 ザ・モーニング娘。 ALL SINGLES COMPLETE 全35曲 〜10th ANNIVERSARY〜 2007年12月19日            | Disc 1 1. モーニングコーヒー 2. サマーナイトタウン 3. 抱いてHOLD ON ME! 4. Memory 青春の光 5. 真夏の光線 6. ふるさと 7. LOVEマシーン 8. 恋のダンスサイト 9. ハッピーサマーウェディング 10. I WISH 11. 恋愛レボリューション21 12. ザ☆ピ〜ス! 13. Mr.Moonlight 〜愛のビッグバンド〜 14. そうだ! We're ALIVE 15. Do it! Now 16. ここにいるぜぇ! 17. モーニング娘。のひょっこりひょうたん島 Disc 2 1. AS FOR ONE DAY 2. シャボン玉 3. Go Girl〜恋のヴィクトリー〜 4. 愛あらばIT'S ALL RIGHT 5. 浪漫〜MY DEAR BOY〜 6. 女子かしまし物語 7. 涙が止まらない放課後 8. THE マンパワー!!! 9. 大阪 恋の歌 10. 色っぽい じれったい 11. 直感2〜逃した魚は大きいぞ!〜 12. SEXY BOY〜そよ風に寄り添って〜 13. Ambitious! 野心的でいいじゃん 14. 歩いてる 15. 笑顔YESヌード 16. 悲しみトワイライト 17. 女に 幸あれ 18. みかん 映像特典 - 【特典映像1】「愛の種」、「LOVEマシーン（よみうりランドバージョン）」 - 【特典映像2】「みかん(Dance Shot Ver.)」 - 【特典映像3】「モーニング娘。ALL SINGLES COMPLETE 〜10th ANNIVERSARY〜ジャケット撮影メイキング」、「みかんメイキング」 |
| 6  | 映像 ザ・モーニング娘。5 〜シングルMクリップス〜 2009年8月19日                                     | 1. リゾナント ブルー 2. ペッパー警部 3. 泣いちゃうかも 4. しょうがない 夢追い人 5. なんちゃって恋愛 映像特典 - 【特典映像1】「リゾナント ブルー(Night Scene Ver.)」、「ペッパー警部(Close-up Ver.)」、「泣いちゃうかも(Dance Shot Ver.)」、「しょうがない 夢追い人(Drama Ver.)」、「なんちゃって恋愛(Close-up Ver.White)」 - 【特典映像2】「1〜5 TV-SPOT 15秒／30秒」 - 【特典映像3】「3,2,1 BREAKIN'OUT!」メイキング映像、「なんちゃって恋愛」メイキング映像、「3,2,1 BREAKIN'OUT! アニメーションmix」 |
| 7  | 映像 ザ・モーニング娘。6 〜シングルMクリップス〜 2011年4月13日                                     | 1. 気まぐれプリンセス 2. 女が目立って なぜイケナイ 3. 青春コレクション 4. 女と男のララバイゲーム 5. まじですかスカ! 映像特典 - 【特典映像1】「気まぐれプリンセス（Close-up Ver.）」、「女が目立って なぜイケナイ（Make-up Ver.）」、「青春コレクション（Dance Shot Ver.）」、「女と男のララバイゲーム（White Dance Shot Ver.）」、「まじですかスカ！（Close-up Mix Ver.）」 - 【特典映像2】（TV-SPOT 15秒・30秒）「気まぐれプリンセス」、「女が目立って なぜイケナイ」、「青春コレクション」、「女と男のララバイゲーム」、「まじですかスカ!」 - 【特典映像3】「まじですかスカ!」メイキング映像 |
| 8  | モーニング娘。全シングル MUSIC VIDEO Blu-ray File 2011 2011年12月21日                              | Disc 1 1. モーニングコーヒー 2. サマーナイトタウン 3. 抱いてHOLD ON ME! 4. Memory 青春の光 5. 真夏の光線 6. ふるさと 7. LOVEマシーン 8. 恋のダンスサイト 9. ハッピーサマーウェディング 10. I WISH 11. 恋愛レボリューション21 12. ザ☆ピ〜ス! 13. Mr.Moonlight 〜愛のビッグバンド〜 14. そうだ!We're ALIVE 15. Do it! Now 16. ここにいるぜぇ! 17. モーニング娘。のひょっこりひょうたん島 18. AS FOR ONE DAY 19. シャボン玉 20. Go Girl 〜恋のヴィクトリー〜 21. 愛あらば IT'S ALL RIGHT 22. 浪漫 〜MY DEAR BOY〜 23. 女子かしまし物語 Disc 2 1. 涙が止まらない放課後 2. THE マンパワー!!! 3. 大阪 恋の歌 4. 色っぽい じれったい 5. 直感2 〜逃した魚は大きいぞ!〜 6. SEXY BOY 〜そよ風に寄り添って〜 7. Ambitious!野心的でいいじゃん 8. 歩いてる 9. 笑顔YESヌード 10. 悲しみトワイライト 11. 女に 幸あれ 12. みかん 13. リゾナント ブルー 14. ペッパー警部 15. 泣いちゃうかも 16. しょうがない 夢追い人 17. なんちゃって恋愛 18. 気まぐれプリンセス 19. 女が目立って なぜイケナイ 20. 青春コレクション 21. 女と男のララバイゲーム 22. まじですかスカ! 23. Only you 24. この地球の平和を本気で願ってるんだよ! 25. 彼と一緒にお店がしたい! |
| 9  | 映像 ザ・モーニング娘。7 〜シングルMクリップス〜 2012年11月14日                                    | 1. Only you 2. この地球の平和を本気で願ってるんだよ! 3. 彼と一緒にお店がしたい! 4. ピョコピョコ ウルトラ 5. 恋愛ハンター 6. One・Two・Three 7. ワクテカ Take a chance 映像特典 - 【特典映像1】Only you(Another Dance Shot Ver.)、この地球の平和を本気で願ってるんだよ!(Another Ver.)、自信持って 夢を持って 飛び立つから／高橋愛(モーニング娘。)、ピョコピョコ ウルトラ(ピョコピョコ Lip Ver.)、恋愛ハンター(Dance Shot Ver.)、笑顔に涙〜THANK YOU!DEAR MY FRIENDS〜／新垣里沙(モーニング娘。)、One・Two・Three(Another Dance Shot Ver.)、The 摩天楼ショー(Dance Shot Ver.)、ワクテカ Take a chance(Dance Shot Ver.) - 【特典映像2(15秒、30秒スポット)】Only you、この地球の平和を本気で願ってるんだよ!、ピョコピョコ ウルトラ、恋愛ハンター、One・Two・Three／The 摩天楼ショー、ワクテカ Take a chance - 【特典映像3】ワクテカ Take a chance メイキング映像 |
| 10 | 映像 ザ・モーニング娘。8 〜シングルMクリップス〜 2014年12月10日 ※モーニング娘。'14としてのリリース | Disc 1 1. Help me!! 2. ブレインストーミング 3. 君さえ居れば何も要らない 4. わがまま 気のまま 愛のジョーク 5. 愛の軍団 6. 笑顔の君は太陽さ 7. 君の代わりは居やしない 8. What is LOVE? 9. 時空を超え 宇宙を超え 10. Password is 0 11. TIKI BUN 12. シャバダバ ドゥ〜 13. 見返り美人 Disc 2 (フォーメーションダンスレッスンDVD) 1. One・Two・Three (updated) 2. Help me!! (updated) 3. ブレインストーミング (updated) 4. わがまま 気のまま 愛のジョーク 5. 愛の軍団 6. What is LOVE? 映像特典 - 【特典映像1】ブレインストーミング(Close-up Ver.)、君さえ居れば何も要らない(Dance Shot Ver.)、Rockの定義／田中れいな(モーニング娘。)、君の代わりは居やしない(Close-up Ver.)、時空を超え 宇宙を超え(Close-up Ver.)、Password is 0(Close-up Ver.)、TIKI BUN(Close-up Ver.)、見返り美人(Dance Shot Ver.) - 【特典映像2】時空を超え 宇宙を超え／Password is 0 メイキング映像 |
| 11 | 映像 ザ・モーニング娘。9 〜シングルMクリップス〜 2021年1月27日 ※モーニング娘。'21としてのリリース  | Disc 1 Music Video 1. 青春小僧が泣いている(Music Video) 2. 夕暮れは雨上がり(Music Video) 3. イマココカラ(Music Video) 4. Oh my wish!(Music Video) 5. スカッとMy Heart(Music Video) 6. 今すぐ飛び込む勇気(Music Video) 7. 冷たい風と片思い(Music Video) 8. ENDLESS SKY(Music Video) 9. One and Only(Music Video) 10. 泡沫サタデーナイト!(Music Video) 11. The Vision(Music Video) 12. Tokyoという片隅(Music Video) 13. セクシーキャットの演説(Music Video) 14. ムキダシで向き合って(Music Video) 15. そうじゃない(Music Video) 16. BRAND NEW MORNING(Music Video) 17. ジェラシー ジェラシー(Music Video) 18. 邪魔しないで Here We Go!(Music Video) 19. 弩級のゴーサイン(Music Video) 20. 若いんだし!(Music Video) 21. 五線譜のたすき(Music Video) 22. 花が咲く 太陽浴びて(Music Video) 23. Are you Happy?(Music Video) 24. A gonna(Music Video) 25. フラリ銀座(Music Video) 26. 自由な国だから(Music Video) 27. 人生Blues(Music Video) 28. 青春Night(Music Video) 29. KOKORO&KARADA(Music Video) 30. LOVEペディア(Music Video) 31. 人間関係No way way(Music Video) 32. 純情エビデンス(Music Video) 33. ギューされたいだけなのに(Music Video) Disc 2 Dance Shot Ver. and more... 1. 青春小僧が泣いている(Dance Shot Ver.) 2. 夕暮れは雨上がり(Dance Shot Ver.) 3. イマココカラ(Dance Shot Ver.) 4. Oh my wish!(Dance Shot Ver.) 5. スカッとMy Heart(Dance Shot Ver.) 6. 今すぐ飛び込む勇気(Dance Shot Ver.) 7. 冷たい風と片思い(Dance Shot Ver.) 8. ENDLESS SKY(Dance Shot Ver.) 9. One and Only(Dance Shot Ver.) 10. 泡沫サタデーナイト!(Dance Shot Ver.) 11. The Vision(Dance Shot Ver.) 12. Tokyoという片隅(Dance Shot Ver.) 13. セクシーキャットの演説(Dance Shot Ver.) 14. ムキダシで向き合って(Dance Shot Ver.) 15. そうじゃない(Dance Shot Ver.) 16. BRAND NEW MORNING(Dance Shot Ver.) 17. ジェラシー ジェラシー(Dance Shot Ver.) 18. 邪魔しないで Here We Go!(Dance Shot Ver.) 19. 弩級のゴーサイン(Dance Shot Ver.) 20. 若いんだし!(Dance Shot Ver.) 21. 五線譜のたすき(Dance Shot Ver.) 22. 花が咲く 太陽浴びて(Dance Shot Ver.) 23. Are you Happy?(Dance Shot Ver.) 24. A gonna(Dance Shot Ver.) 25. フラリ銀座(Dance Shot Ver.) 26. 自由な国だから(Dance Shot Ver.) 27. 人生Blues(Dance Shot Ver.) 28. 青春Night(Dance Shot Ver.) 29. KOKORO&KARADA(Dance Shot Ver.) 30. LOVEペディア(Dance Shot Ver.) 31. 人間関係No way way(Dance Shot Ver.) 32. 純情エビデンス(Dance Shot Ver.) 33. ギューされたいだけなのに(Dance Shot Ver.) 34. 青春小僧が泣いている(Close-up Ver.) 35. 夕暮れは雨上がり(Close-up Ver.) 36. イマココカラ(Close-up Ver.) 37. Oh my wish!(4Shot Dance Shot Ver.) 38. Oh my wish!(Close-up Ver.) 39. スカッとMy Heart(Close-up Ver.) 40. 冷たい風と片思い(Dance Shot Ver.Ⅱ) 41. 冷たい風と片思い(Close-up Ver.) 42. ENDLESS SKY(Close-up Ver.) 43. One and Only(Close-up Ver.) 44. The Vision(Close-up Ver.) 45. Tokyoという片隅(Close-up Ver.) 46. セクシーキャットの演説(Dance Shot Ver.Ⅱ) 47. ムキダシで向き合って(Dance Shot Ver.Ⅱ) 48. そうじゃない(Dance Shot Ver.Ⅱ) 49. 愛の種(20th Anniversary Ver.)(Dance Shot Ver.) 50. Y字路の途中(Music Video) 51. I surrender 愛されど愛(Music Video) |

## コンサート
| No. | |                                              |  |
| No. | | 『タイトル』 発売日 （収録時間） 特 記 事 項 |  |
| No. | | 収 録 内 容                                  |  |
| --- | --- | -------------------------------------------- |  |
| 1 | |                                              |  |
| | 『Hello! FIRST LIVE AT SHIBUYA KOHKAIDO』 1998年12月12日 （59分） - 2002年12月4日にDVDを発売 |                                              |  |
| | 1. オープニング（抱いてHold on Me!~Sexy Long Version~） 2. Good Morning （モーニング娘。・平家みちよ） 3. どうにかして土曜日 4. ウソつきあんた 5. GET （平家みちよ with モーニング娘。） 6. ダイキライ （平家みちよ） 7. カラスの女房 （中澤裕子） 8. モーニングコーヒー 9. 未来の扉 10. サマーナイトタウン 11. 愛の種 12. さみしい日 13. エンディング（お願いネイル） |                                              |  |
| 2 | |                                              |  |
| | 『モーニング娘。Memory〜青春の光〜1999.4.18』 1999年6月30日 （1時間41分） - 2005年10月26日に2ヶ月の期間限定で廉価版DVDを発売 - 福田明日香卒業コンサート - 2013年8月7日Blu-ray発売 |                                              |  |
| | 1. （「泣いちゃうかも…。」） 2. (9:05pm) 3. （11:30am東京厚生年金会館） 4. （最後のリハーサル） 5. （10分前…。） 6. サマーナイトタウン 7. 恋のABC 8. （「この日は来てほしくなかった…。」） 9. 純情行進曲 （中澤ゆうこ） 10. ラストキッス （タンポポ） 11. (8:09pm) 12. Memory〜青春の光〜 13. Happy Night 14. 未来の扉 15. 抱いて HOLD ON ME! 16. （明日香コール） 17. モーニングコーヒー 18. Never Forget 19. さみしい日 20. (9:45pm) 21. エピローグ |                                              |  |
| 3 | |                                              |  |
| | 『モーニング娘。ライブ初の武道館〜ダンシング ラブ サイト 2000 春〜』 2000年8月30日 （1時間50分） - 市井紗耶香卒業コンサート - 2005年10月26日に2ヶ月の期間限定で廉価版DVDを発売 - 「LOVEマシーン」おまけ映像収録 - 2013年8月7日Blu-ray発売 |                                              |  |
| | 1. ハッピーサマーウェディング 2. 恋のダンスサイト 3. 愛車 ローンで 4. 真夏の光線 5. おもいで 6. DANCEするのだ! 7. 北海道シャララ （カントリー娘。） 8. 告白記念日 （メロン記念日） 9. 捨てないでよ （中澤ゆうこ） 10. たんぽぽ （タンポポ） 11. ちょこっとLOVE （プッチモニ） 12. 原宿6:00集合 13. 未来の扉 14. 抱いて HOLD ON ME! 15. LOVEマシーン 16. モーニングコーヒー 17. サマーナイトタウン 18. ダディドゥデドダディ! |                                              |  |
| 4 | |                                              |  |
| | 『モーニング娘。ライブレボリューション21 春 〜大阪城ホール最終日〜』 2001年6月27日 （2時間03分） - 中澤裕子卒業コンサート - 2005年10月26日に2ヶ月の期間限定で廉価版DVDを発売 - ミュージカル別バージョンなど特典映像あり - 2013年8月7日Blu-ray発売 |                                              |  |
| | 1. ミニモニ。ジャンケンぴょん! （ミニモニ。） 2. BABY! 恋にKNOCK OUT! （プッチモニ） 3. ちょこっとLOVE （プッチモニ） 4. 悔し涙 ぽろり （中澤ゆうこ） 5. 乙女 パスタに感動 （タンポポ） 6. 恋をしちゃいました! （タンポポ） 7. 愛のバカやろう （後藤真希） 8. 初めてのハッピーバースデイ! （カントリー娘。に石川梨華〈モーニング娘。〉） 9. ドッキドキ! LOVEメール （松浦亜弥） 10. ワンルーム夏の恋物語 （平家みちよ） 11. 結局 Bye Bye Bye （平家みちよ） 12. ハッピーサマーウェディング 13. Say Yeah!〜もっとミラクルナイト〜 14. インスピレーション! 15. サマーナイトタウン 16. Memory 青春の光 17. 真夏の光線 18. あこがれ My Boy （ミニ・ミュージカル） （中澤・飯田・矢口・石川・後藤・辻・加護） 19. DANCEするのだ! 20. モーニングコーヒー 21. 抱いて HOLD ON ME! 22. 恋のダンスサイト 23. LOVEマシーン 24. 恋愛レボリューション21 25. I WISH 26. 恋の記憶 （中澤ゆうこ） |                                              |  |
| 5 | |                                              |  |
| | 『GREEN LIVE』 2001年9月5日 （42分） - 2001年Hello!Project大運動会後のライブ - 2005年10月26日に2ヶ月の期間限定で廉価版DVDを発売 |                                              |  |
| | 1. オープニング 2. 恋をしちゃいました! （タンポポ） 3. 愛のバカやろう （後藤真希） 4. 悔し涙 ぽろり （中澤ゆうこ） 5. ミニモニ。ジャンケンぴょん! （ミニモニ。） 6. BABY!恋にKNOCK OUT! （プッチモニ） 7. 恋愛レボリューション21 8. 恋のダンスサイト 9. I WISH 10. LOVEマシーン 11. エンディング |                                              |  |
| 6 | |                                              |  |
| | 『LOVE IS ALIVE! モーニング娘。CONCERT TOUR 2002 春 at さいたまスーパーアリーナ』 2002年7月31日 （1時間48分） - 2005年10月26日に2ヶ月の期間限定で廉価版DVDを発売 - 特典映像あり - 2013年8月7日Blu-ray発売 |                                              |  |
| | 1. OPENING 2. そうだ! We're ALIVE 3. いいことある記念の瞬間 4. MC 1 5. 恋愛レボリューション21 6. いきまっしょい! 7. 男友達 （安倍 with 高橋・紺野・小川・新垣） 8. 好きな先輩 （高橋・紺野・小川・新垣） 9. MC 2 10. 乙女 パスタに感動〜王子様と雪の夜 （タンポポ） 11. BABY! 恋にKNOCK OUT!〜ちょこっとLOVE （プッチモニ） 12. アイ〜ン!ダンスの唄 （ミニモニ姫。） 13. 色っぽい女〜SEXY BABY〜 （カントリー娘。に石川梨華〈モーニング娘。〉） 14. 手を握って歩きたい （後藤真希） 15. 会えない長い日曜日 （藤本美貴） 16. サマーナイトタウン (English Version) （ココナッツ娘。） 17. ザ☆ピ〜ス! 18. LOVEマシーン 19. 電車の二人 （安倍・石川・吉澤・加護・高橋・紺野・新垣） 20. MC 3 21. MC 4 22. 初めてのロックコンサート （飯田・矢口・保田・後藤・辻・小川） 23. Mr.Moonlight〜愛のビッグバンド〜 24. ハッピーサマーウェディング 25. 恋のダンスサイト 26. なんにも言わずに I LOVE YOU 27. MC 5 28. モーニングコーヒー (2002 Version) 29. 本気で熱いテーマソング |                                              |  |
| 7 | |                                              |  |
| | 『モーニング娘。LOVE IS ALIVE! 2002夏 at 横浜アリーナ』 2002年11月20日 （1時間54分） - 後藤真希卒業コンサート - 2005年10月26日に2ヶ月の期間限定で廉価版DVDを発売 - 特典映像あり - 2013年9月11日Blu-ray発売 |                                              |  |
| | 1. OPENING 2. Do it! Now 3. そうだ! We're ALIVE 4. MC 1 5. 恋愛レボリューション21 6. いきまっしょい! 7. 男友達 （安倍 with 高橋・紺野・小川・新垣） 8. MC 2 9. 乙女 パスタに感動〜王子様と雪の夜 （タンポポ） 10. BABY! 恋にKNOCK OUT!〜ちょこっとLOVE （プッチモニ） 11. ミニモニ。ジャンケンぴょん! （ミニモニ。） 12. 色っぽい女〜SEXY BABY〜 （カントリー娘。に石川梨華〈モーニング娘。〉） 13. やる気! IT'S EASY （後藤真希） 14. 幸せですか? （ココナッツ娘。） 15. ザ☆ピ〜ス! 16. LOVEマシーン 17. MC 3 18. MC 4 19. Mr.Moonlight〜愛のビッグバンド〜 20. ハッピーサマーウェディング 21. 恋のダンスサイト 22. MC 5 23. 本気で熱いテーマソング 24. でっかい宇宙に愛がある 25. 赤い日記帳 （後藤真希） 26. 手を握って歩きたい （後藤真希、途中から全員参加） |                                              |  |
| 8 | |                                              |  |
| | 『モーニング娘。CONCERT TOUR 2003春 NON STOP! At saitama super arena』 2003年6月25日 （2時間29分） - 保田圭卒業コンサート - 2005年10月26日に2ヶ月の期間限定で廉価版DVDを発売 - 特典映像あり - 2013年9月11日Blu-ray発売 |                                              |  |
| | 1. OPENING 2. AS FOR ONE DAY 3. MC 1 4. Top! 5. 「すっごい仲間」 6. メンバー紹介VTR 7. MC 2 8. モーニング娘。のひょっこりひょうたん島 9. 恋愛レボリューション21 10. 強気で行こうぜ! 11. MC 3 12. ズルい女 (English Version) （ココナッツ娘。） 13. 初めてのハッピーバースディ! （カントリー娘。に石川梨華〈モーニング娘。〉） 14. MC 4 15. オサヴリオ〜愛は待ってくれない〜 （飯田圭織） 16. WOW WOW WOW （プッチモニ） 17. ロックンロール県庁所在地〜おぼえちゃいなシリーズ〜 （ミニモニ。） 18. LOVEマシーン 19. 「すごく好きなのに…ね」 20. YES! POCKY GIRLS （安倍・保田・石川・加護・辻・高橋・小川・紺野・新垣） 21. MC 5 22. 女神〜Mousseな優しさ〜 （飯田・矢口・吉澤） 23. MC 6 24. そうだ! We're ALIVE 25. I WISH 26. ザ☆ピ〜ス! 27. MC 7 28. ここにいるぜぇ! 29. MC 8 30. 卒業旅行〜モーニング娘。旅立つ人に贈る唄〜 31. MC 9 32. Do it! Now 33. MC 10 34. Never Forget (Rock Ver.) |                                              |  |
| 9 | |                                              |  |
| | 『モーニング娘。CONCERT TOUR 2003 〜15人でNON STOP!〜』 2003年12月26日 （1時間46分） - バックステージ特典映像あり - 2013年9月11日Blu-ray発売 |                                              |  |
| | 1. OPENING 2. シャボン玉 3. MC 1 4. Do it! Now 5. MC 2 6. そうだ! We're ALIVE 7. 好きで×5 8. サマーナイトタウン （高橋・紺野・小川・新垣・藤本・亀井・道重・田中） 9. 好きな先輩 （亀井・道重・田中） 10. MC 3 11. 22歳の私 （安倍なつみ） 12. 浮気なハニーパイ （カントリー娘。に紺野と藤本〈モーニング娘。〉） 13. 常夏娘 （ココナッツ娘。） 14. MC 4 15. ブギートレイン'03 （藤本美貴） 16. CRAZY ABOUT YOU （ミニモニ。） 17. MC 5 18. モーニングコーヒー （飯田・安倍） 19. 抱いてHOLD ON ME! （飯田・安倍・矢口・石川・吉澤） 20. Mr.Moonlight〜愛のビッグバンド〜 21. LOVEマシーン 22. Say Yeah!〜もっとミラクルナイト〜 (VTR) 23. ザ☆ピ〜ス! 24. でっかい宇宙に愛がある 25. MC 6 26. ここにいるぜぇ! 27. Go Girl!〜恋のヴィクトリー〜 28. MC 7 29. 恋愛レボリューション21 |                                              |  |
| 10 | |                                              |  |
| | 『MORNING MUSUME。CONCERT TOUR 2004 SPRING The BEST of Japan』 2004年7月14日 （2時間13分） - ココナッツ娘。のミカ卒業コンサート - ミニモニ。ラストステージ - W初ステージ - 2013年10月9日Blu-ray発売 |                                              |  |
| | 1. オープニング 2. 浪漫〜My Dear Boy〜 3. MC 1 4. Go Girl〜恋のヴィクトリー〜 5. モーニング娘。のひょっこりひょうたん島 6. MC 2 7. Do it! Now 8. AS FOR ONE DAY 9. MC 3 10. 恋のバカンス (W) 11. エーゲ海に抱かれて （飯田圭織） 12. 浮気なハニーパイ （カントリー娘。に紺野と藤本〈モーニング娘。〉） 13. BE ALL RIGHT! （ココナッツ娘。） 14. ラッキーチャチャチャ! （ミニモニ。） 15. ミニモニ。ジャンケンぴょん! （ミニモニ。・矢口） 16. 笑顔のデート 最後のデート （ミニモニ。） 17. MC 4 18. さくら満開 （モーニング娘。さくら組） 19. 友情〜心のブスにはならねぇ!〜 （モーニング娘。おとめ組） 20. 晴れ 雨 のち スキ （モーニング娘。さくら組） 21. 愛の園〜Touch My Heart!〜 （モーニング娘。おとめ組） 22. Say Yeah!〜もっとミラクルナイト〜 23. VTRコーナー 24. メドレー： Mr.Moonlight〜愛のビッグバンド〜 → 恋のダンスサイト → いきまっしょい! → 愛車ローンで → Mr.Moonlight〜愛のビッグバンド〜 25. そうだ! We're ALIVE 26. シャボン玉 27. MC 5 28. 愛あらば IT'S ALL RIGHT 29. MC 6 30. ザ☆ピ〜ス! 31. ここにいるぜぇ! |                                              |  |
| 11 | |                                              |  |
| | 『モーニング娘。コンサートツアー2004 「The Best of Japan 夏〜秋'04」』 2004年12月8日 （1時間52分） - 2013年10月9日Blu-ray発売 |                                              |  |
| | 1. Opening 2. 女子かしまし物語 3. ザ☆ピ〜ス! 4. そうだ! We're ALIVE 5. MC 1 6. 恋ING 7. Happy Night 8. MC 2 9. 恋のヌケガラ （美勇伝） 10. ドアの向こうでBellが鳴ってた （飯田圭織） 11. シャイニング 愛しき貴方 （カントリー娘。に紺野と藤本〈モーニング娘。〉） 12. MC 3 13. メドレー： ハッピーサマーウェディング → 抱いてHOLO ON ME! → サマーナイトタウン （矢口・高橋・小川・新垣・亀井・道重・田中） 14. AS FOR ONE DAY 15. ここにいるぜぇ! 16. MC 4 17. Mr.Moonlight〜愛のビッグバンド〜 18. メドレー： Hey!未来 → Memory 青春の光 → 恋愛レボリューション21 19. シャボン玉 20. 浪漫〜MY DEAR BOY〜 21. Go Girl〜恋のヴィクトリー〜 22. 涙が止まらない放課後 23. MC 5 24. 愛あらば IT'S ALL RIGHT |                                              |  |
| 12 | |                                              |  |
| | 『モーニング娘。コンサートツアー 2005春 〜第六感 ヒット満開!〜』 2005年7月6日 （2時間34分） - 石川梨華卒業コンサート - メイキングなどの特典映像あり - 2013年10月9日Blu-ray発売 |                                              |  |
| | 1. THE マンパワー!!! 2. 浪漫〜MY DEAR BOY〜 3. 独占欲 4. MC 1 5. 涙が止まらない放課後 6. 声 7. ラヴ&ピィ〜ス! HEROがやって来たっ。 8. LOVEマシーン 9. いいことある記念の瞬間 （小川・亀井・田中） 10. 紫陽花アイ愛物語 （美勇伝） 11. 色っぽい女〜SEXY BABY〜 （カントリー娘。） 12. シャイニング 愛しき貴方 （カントリー娘。に紺野と藤本〈モーニング娘。〉） 13. ロマンティック 浮かれモード （藤本美貴） 14. GET UP! ラッパー （吉澤・小川・新垣・道重・田中） 15. ふるさと （高橋愛） 16. モーニングコーヒー (2002 version) （石川・紺野・藤本・亀井） 17. 恋愛レボリューション21 18. 直感〜時として恋は〜 19. メドレー： そうだ! We're ALIVE → DANCEするのだ! → レモン色とミルクティ → 春の歌 → 「、、、好きだよ!」 → そうだ! We're ALIVE 20. すき焼き 21. Go Girl〜恋のヴィクトリー〜 22. MC 2 23. I WISH 24. MC 3 25. 大阪 恋の歌 26. MC 4 27. 初めてのハッピーバースディ! （石川梨華） 28. MC 5 29. ザ☆ピ〜ス! |                                              |  |
| 13 | |                                              |  |
| | 『モーニング娘。コンサートツアー 2005夏秋 「バリバリ教室〜小春ちゃんいらっしゃい!〜」』 2005年12月14日 （1時間49分） - 特典映像あり - 2013年10月9日Blu-ray発売 |                                              |  |
| | 1. OPENING 2. 色っぽい じれったい 3. MC 1 4. LOVEマシーン 5. ラヴ&ピィ〜ス! HEROがやって来たっ。 6. MC 2 7. 恋は発想 Do The Hustle! 8. ザ☆ピ〜ス! 9. 恋愛レボリューション21 10. 恋の始発列車 （吉澤・高橋・小川・藤本・亀井・田中） 11. MC 3 12. バイセコー大成功! （新垣・道重・久住） 13. ラストキッス （高橋・亀井・田中） 14. 男友達 （吉澤 with 亀井・道重・田中・久住） 15. MC 4 16. そっと口ずけて ギュっと抱きしめて （藤本美貴） 17. 涙が止まらない放課後 （紺野あさ美） 18. Memory 青春の光 19. シャボン玉 20. MC 5 21. 初めてのロックコンサート （高橋・紺野・小川・新垣） 22. パパに似ている彼 （吉澤・藤本・亀井・道重・田中・久住） 23. AS FOR ONE DAY 24. Mr.Moonlight〜愛のビッグバンド〜 25. 直感〜時として恋は〜 26. MC 6 27. 女子かしまし物語2 28. THE マンパワー!!! 29. ここにいるぜぇ! 30. MC 7 31. ふるさと 32. Go Girl〜恋のヴィクトリー〜 |                                              |  |
| 14 | |                                              |  |
| | 『モーニング娘。コンサートツアー 2006春 〜レインボーセブン〜』 2006年7月19日 （1時間43分） - 2013年11月6日Blu-ray発売 |                                              |  |
| | 1. HOW DO YOU LIKE JAPAN?〜日本はどんな感じでっか?〜 2. THE マンパワー!!! 3. Go Girl〜恋のヴィクトリー〜 4. VTR 5. SEXY BOY〜そよ風に寄り添って〜 6. パープルウインド 7. MC 1 8. 色っぽい じれったい 9. 愛あらば IT'S ALL RIGHT 10. 友達（♀）が気に入っている男からの伝言 （吉澤・高橋・紺野・小川・新垣・藤本・亀井・田中） 11. MC 2 12. レインボーピンク （道重・久住） 13. 銀色の永遠 （藤本美貴） 14. NATURE IS GOOD! （吉澤・高橋・紺野・小川・新垣・亀井・田中） 15. MC 3 16. 無色透明なままで （吉澤・高橋・紺野・小川・藤本） 17. 大阪 恋の歌 （高橋愛） 18. レモン色とミルクティ （新垣・亀井・道重・田中・久住） 19. 青空がいつまでも続くような未来であれ! 20. ザ☆ピ〜ス! 21. INDIGO BLUE LOVE （新垣・亀井・田中） 22. 恋は発想 Do The Hustle! （吉澤・高橋・紺野・小川・藤本・道重・久住） 23. 直感2〜逃した魚は大きいぞ!〜 24. MC 4 25. 女子かしまし物語3 26. 浪漫〜MY DEAR BOY〜 27. なんにも言わずに I LOVE YOU 28. MC 5 29. ラヴ&ピィ〜ス! HEROがやって来たっ。 30. さよなら SEE YOU AGAIN アディオス BYE BYE チャッチャ! |                                              |  |
| 15 | |                                              |  |
| | 『モーニング娘。コンサートツアー 2006秋 〜踊れ!モーニングカレー〜』 2006年12月27日 （1時間57分） - ツアー写真館などの特典映像あり - 2013年11月6日Blu-ray発売 |                                              |  |
| | 1. OPENING 2. 踊れ! モーニングカレー 3. TOP! 4. ハッピーサマーウェディング 5. MC 1 6. THE マンパワー!!! 7. YAH! 愛したい! 8. Ambitious! 野心的でいいじゃん 9. MC 2 10. チャンス チャンス ブギ 11. 涙が止まらない放課後 （吉澤・高橋・新垣・亀井・道重） 12. キラキラ冬のシャイニーG （田中れいな） 13. バラライカ （月島きらり starring 久住小春 (モーニング娘。)） 14. メロディーズ （藤本美貴） 15. 「すっごい仲間」 （吉澤・藤本・亀井・道重・田中・久住） 16. MC 3 17. 声 （新垣里沙） 18. ファインエモーション! （藤本・田中） 19. わ〜MERRYピンXmas! （重ピンクと、こはっピンク） 20. シャボン玉 （吉澤・亀井） 21. 恋ING 22. ラヴ&ピィ〜ス! HEROがやって来たっ。 23. HOW DO YOU LIKE JAPAN?〜日本はどんな感じでっか?〜 24. いきまっしょい! 25. 色っぽい じれったい 26. MC 4 27. SEXY BOY〜そよ風に寄り添って〜 28. 青空がいつまでも続くような未来であれ! 29. MC 5 30. 歩いてる 31. そうだ! We're ALIVE |                                              |  |
| 16 | |                                              |  |
| | 『モーニング娘。コンサートツアー 2007春 〜SEXY 8 ビート〜』 2007年7月4日 （2時間45分） - 吉澤ひとみ卒業コンサート - メンバーインタビューなど特典映像あり - 2013年11月6日Blu-ray発売 |                                              |  |
| | 1. OPENING 2. 元気+ 3. 笑顔YESヌード 4. メンバー紹介VTR 5. MC 1 〜「ジュンジュン／リンリンお披露目」 6. ポップコーンラブ! 7. すき焼き 8. 踊れ! モーニングカレー 9. 出来る女 （吉澤・亀井・道重・光井） 10. MC 2 11. シャニムニ パラダイス （藤本・高橋・新垣・田中） 12. ハッピー☆彡 （月島きらり starring 久住小春 (モーニング娘。)） 13. 春 ビューティフル エブリデイ （亀井・光井） 14. 雪／愛×あなた≧好き （高橋愛 With MC GAKI） 15. MC 3 16. 宝の箱 （重ピンク、こはっピンク） 17. 幼なじみ （藤本美貴） 18. 通学列車 （吉澤・藤本・高橋・新垣・亀井・道重・田中） 19. 未来の太陽 20. VTR 〜「MC GAKIの深夜のミッドナイトラブレター」 21. 悲しみトワイライト 22. 浪漫〜MY DEAR BOY〜 23. 歩いてる 24. MC 4 25. メドレー： LOVEマシーン → ザ☆ピ〜ス! → 恋愛レボリューション21 26. その出会いのために （吉澤ひとみ） 27. MC 5 （吉澤ひとみ卒業セレモニー） 28. I WISH 29. MC 6 30. BE ポジティブ! 31. MC 7 32. ここにいるぜぇ! 33. 青空がいつまでも続くような未来であれ! |                                              |  |
| 17 | |                                              |  |
| | 『モーニング娘。コンサートツアー 2007秋〜ボン キュッ!ボン キュッ!BOMB〜』 2008年2月14日 （1時間49分） - 美勇伝がスペシャルゲスト - 2013年11月6日Blu-ray発売 |                                              |  |
| | 1. OPENING 2. ボン キュッ! ボン キュッ! BOMB GIRL 3. みかん 4. Hand made CITY 5. MC （モーニング娘。・美勇伝） 6. カッチョイイゼ! JAPAN （モーニング娘。・美勇伝） 7. Please! 自由の扉 8. 悲しみトワイライト 9. MC （道重・亀井・田中・ジュンジュン・リンリン） 10. チャンス! （月島きらり starring 久住小春(モーニング娘。)） 11. 好きな先輩 （ジュンジュン・リンリン） 12. シャニムニ パラダイス （高橋・新垣・田中・亀井） 13. いきまっしょい! 14. MC （高橋・新垣） 15. じゃじゃ馬パラダイス （美勇伝） 16. MC （美勇伝） 17. 美〜Hit Parade〜 （美勇伝） 18. 恋するエンジェルハート 19. 男友達 （光井愛佳 with 美勇伝） 20. VTRコーナー（人形劇） 21. ぎゅっと抱きしめて〈FOREVER〉 （高橋愛） 22. HOW DO YOU LIKE JAPAN?〜日本はどんな感じでっか?〜 23. シャボン玉 24. NATURE IS GOOD! 25. MC 26. Ambitious! 野心的でいいじゃん 27. Go Girl〜恋のヴィクトリー〜 28. ラブ&ピィ〜ス! HEROがやってきたっ 29. HELLO TO YOU〜ハロー!プロジェクト10周年記念テーマ〜 （モーニング娘。・美勇伝） 30. MC （モーニング娘。・美勇伝） 31. 女に 幸あれ 32. BON キュッ! ボン キュッ! BOMB GIRL |                                              |  |
| 18 | |                                              |  |
| | 『モーニング娘。コンサートツアー 2008 春 〜シングル大全集!!〜』 2008年7月30日 （1時間59分） - 2013年12月4日Blu-ray発売 |                                              |  |
| | 1. OPENING 2. リゾナント ブルー 3. 女に 幸あれ 4. VTR映像（メンバー紹介） 5. MC 6. 笑顔YESヌード 7. 色っぽい じれったい 8. 大阪 恋の歌 9. MC 10. 悲しみトワイライト 11. Ambitious! 野心的でいいじゃん 12. 浪漫〜MY DEAR BOY〜 13. Do it! Now （高橋愛） 14. Mr.Moonlight〜愛のビッグバンド〜 15. ふるさと （道重さゆみ） 16. 涙が止まらない放課後 （亀井絵里） 17. Memory〜青春の光〜 （田中れいな） 18. 真夏の光線 （新垣+高橋・亀井・道重・田中） 19. AS FOR ONE DAY 20. サマーナイトタウン 21. MC （亀井・道重・田中） 22. モーニング娘。のひょっこりひょうたん島 （久住・光井・ジュンジュン・リンリン） 23. モーニングコーヒー （高橋・新垣・亀井・道重・田中） 24. メドレー： 抱いてHOLD ON ME！ → 直感2〜逃した魚は大きいぞ！ → SEXY BOY〜そよ風に寄り添って〜 → 女子かしまし物語 → Go Girl 〜恋のヴィクトリー〜 25. MC （新垣・亀井・ジュンジュン・リンリン） 26. THE マンパワー!!! 27. シャボン玉 28. MC 29. メドレー： I WISH → ハッピーサマーウェディング → 恋のダンスサイト → そうだ！We're ALIV → ザ☆ピ〜ス！ → 恋愛レボリューション21 30. MC 31. ここにいるぜぇ！ 32. みかん 33. 歩いてる 34. MC 35. 愛あらば IT'S ALL RIGHT 36. LOVEマシーン |                                              |  |
| 19 | |                                              |  |
| | 『モーニング娘。コンサートツアー 2008 秋〜リゾナントLIVE〜』 2009年1月28日 （1時間57分） - MilkyWay（北原沙弥香・吉川友）がゲスト - 2013年12月4日Blu-ray発売 |                                              |  |
| | 1. OPENING 2. その場面でビビっちゃいけないじゃん! 3. みかん 4. MC 5. ペッパー警部 6. VTR映像（メンバー紹介） 7. TOP! 8. YAH! 愛したい! 9. MC 10. インスピレーション! 11. Ambitiouns! 野心的でいいじゃん 12. パープルウインド （高橋・新垣・久住・光井・ジュンジュン・リンリン） 13. レモン色とミルクティ （田中れいなメインVer.） 14. MC （亀井・道重・田中） 15. タンタンターン! （MilkyWay） 16. 私の魅力に 気付かない鈍感な人 （光井愛佳） 17. グルグルJUMP （久住・ジュンジュン・リンリン） 18. 無色透明なままで （高橋愛） 19. Take off is now! （高橋・新垣・田中） 20. MC （久住・光井・ジュンジュン・リンリン） 21. どうにもとまらない 22. 恋のダイヤル6700 23. MC （高橋・新垣） 24. そうだ! We're ALIVE 25. 女に幸あれ 26. 浪漫〜MY DEAR BOY〜 27. ここにいるぜぇ! 28. MC 29. リゾナント ブルー 30. 雨の降らない星では愛せないだろう? 31. MC 32. 青空がいつまでも続くような未来であれ! |                                              |  |
| 20 | |                                              |  |
| | 『モーニング娘。コンサートツアー 2009春 〜プラチナ9 DISCO〜』 2009年7月15日 （1時間55分） - 2013年12月4日Blu-ray発売 |                                              |  |
| | 1. OPENING 2. SONGS 3. 泣いちゃうかも 4. VTR映像（メンバー紹介） 5. みかん 6. MC 7. しょうがない 夢追い人 8. 情熱のキスを一つ （高橋・新垣・田中） 9. 片思いの終わりに （亀井絵里） 10. MC 11. ファインエモーション! （ジュンジュン・リンリン） 12. 私の魅力に 気付かない鈍感な人 （光井+ジュンジュン・リンリン） 13. 弱虫 （新垣里沙） 14. It's you （道重さゆみ） 15. MC 16. 【ディスコメドレー】 17. MC 18. 香水 （久住・ジュンジュン） 19. The 美学 （田中れいな） 20. MC 21. 夢から醒めて （高橋愛） 22. Take off is now! （高橋・新垣・田中） 23. グルグルJUMP （久住・ジュンジュン・リンリン） 24. HOW DO YOU LIKE JAPAN?〜日本はどんな感じでっか?〜 25. リゾナント ブルー 26. MC 27. ラヴ&ピィ〜ス! HEROがやって来たっ。 28. その場面でビビっちゃいけないじゃん! 29. MC 30. 雨の降らない星では愛せないだろう? |                                              |  |
| 21 | |                                              |  |
| | 『モーニング娘。よみうりランドEAST LIVE 2009』 2010年1月20日 （1時間08分） - モーニング娘。全シングル カップリングコレクション購入者イベント - バックステージ特典映像あり |                                              |  |
| | 1. OPENING TALK 2. Hand made CITY 3. ラヴ&ピィ〜ス! HEROがやって来たっ。 4. 気まぐれプリンセス 5. インスピレーション! 6. すべては愛の力 7. NATURE IS GOOD! 8. Please!自由の扉 9. SEXY BOY〜そよ風に寄り添って〜 10. その場面でビビっちゃいけないじゃん! 11. Happy Night 12. 恋ING |                                              |  |
| 22 | |                                              |  |
| | 『モーニング娘。コンサートツアー2009秋 〜ナインスマイル〜』 2010年2月24日 （2時間45分） - 久住小春卒業コンサート - 2013年12月4日Blu-ray発売 |                                              |  |
| | DISC 1 1. OPENING 2. 3,2,1 BREAKIN'OUT! 3. HOW DO YOU LIKE JAPAN?〜日本はどんな感じでっか?〜 4. VTR映像（メンバー紹介） 5. 気まぐれプリンセス 6. MC 1 7. なんちゃって恋愛 8. 元気+ 9. MC 2 10. 雨の降らない星では愛せないだろう? （中国語ver.） （全員 featuring ジュンジュン・リンリン） 11. すき焼き （新垣・久住） 12. MC 3 13. 春 ビューティフル エブリデイ （亀井・光井） 14. 記憶の迷路 （高橋・田中） 15. 歩いてる （道重＋全員） 16. 秋麗 17. しょうがない 夢追い人 18. MC 4 19. さくら満開 （高橋・新垣・亀井・光井・リンリン） 20. 友情 〜心のブスにはならねぇ!〜 （道重・田中・久住・ジュンジュン） 21. でっかい宇宙に愛がある 22. MC 5 23. カップリングメドレー： ボン キュッ! ボン キュッ! BOMB GIRL → Please! 自由の扉 → Hand made CITY → 踊れ! モーニングカレー → ボン キュッ! ボン キュッ! BOMB GIRL DISC 2 1. MC 6 2. 女子かしまし物語 3. 泣いちゃうかも 4. リゾナント ブルー 5. レインボーピンク （道重・久住） 6. 久住小春 卒業セレモニー 7. ふるさと 8. SONGS 9. MC 7 10. LOVEマシーン |                                              |  |
| 23 | |                                              |  |
| | 『モーニング娘。コンサートツアー2010春 〜ピカッピカッ!〜』 2010年7月14日 （1時間59分） - 2010年10月27日Blu-ray発売 |                                              |  |
| | 1. OPENING 2. Moonlight night〜月夜の晩だよ〜 3. 気まぐれプリンセス 4. VTR映像（メンバー紹介） 5. 恋愛レボリューション21 6. MC 1 7. 愛して 愛して 後一分 8. なんちゃって恋愛 9. しょうがない 夢追い人 10. MC 2 11. あの日に戻りたい （高橋・新垣） 12. 大阪 美味いねん （光井・ジュンジュン・リンリン） 13. 大きい瞳 （亀井・道重・田中） 14. リゾナント ブルー 15. MC 3 〜Music Video映像（♪青春コレクション） 16. 【シングルメドレー】 LOVEマシーン → ザ☆ピ〜ス! → 悲しみトワイライト → 恋のダンスサイト → 浪漫 〜MY DEAR BOY〜 → ここにいるぜぇ! 17. MC 4 18. 雨の降らない星では愛せないだろう? （中国語Ver.） 19. 女が目立って なぜイケナイ 20. 3,2,1 BREAKIN'OUT! 21. みかん 22. 元気ピカッピカッ! 23. MC 5 24. Loving you forever 25. HOW DO YOU LIKE JAPAN?〜日本はどんな感じでっか？〜 26. MC 6 27. 涙ッチ |                                              |  |
| 24 | |                                              |  |
| | 『モーニング娘。コンサートツアー2010秋 〜ライバル サバイバル〜』 2011年2月23日 - 亀井絵里・ジュンジュン・リンリン卒業コンサート - 2011年4月13日Blu-ray発売 |                                              |  |
| | DISC 1 1. OPENING 2. そうだ! We're ALIVE 3. Hand made CITY 4. VTR映像（メンバー紹介） 5. あっぱれ回転ずし! 6. MC 1 7. 泣き出すかもしれないよ 8. 女が目立って なぜイケナイ 9. 強気で行こうぜ! 10. MC 2 11. 【メドレー】 私の魅力に 気付かない鈍感な人 → キラキラ冬のシャイニーG → It's You → 元気ピカッピカッ! 12. MC 3 13. 愛され過ぎることはないのよ 14. 大きい瞳 （亀井・道重・田中） 15. 夕暮れ作戦会議 （新垣里沙） 16. スッピンと涙 （高橋愛） 17. MC 4 18. 手紙朗読〜渡良瀬橋 （リンリン） 19. 手紙朗読〜ふるさと （ジュンジュン） 20. 手紙朗読〜春 ビューティフル エブリデイ （亀井絵里） 21. 青春コレクション 22. 気まぐれプリンセス 23. 踊れ! モーニングカレー 24. 3,2,1 BREAKIN'OUT! 25. グルグルJUMP! 26. MC 5 27. 友（とも） DISC 2 1. 女と男のララバイゲーム 2. MC 6 【卒業セレモニー】 3. 雨の降らない星では愛せないだろう? 4. 愛あらば IT'S ALL RIGHT 5. MC 7 6. 涙ッチ |                                              |  |
| 25 | |                                              |  |
| | 『モーニング娘。コンサートツアー2011春 新創世記 ファンタジーDX 〜9期メンを迎えて〜』 2011年7月27日 - 2011年8月17日Blu-ray発売 |                                              |  |
| | 1. OPENING 2. まじですかスカ! 3. Fantasyが始まる 4. VTR映像（メンバー紹介） 5. THE マンパワー!!! 6. MC 1 7. 女心となんとやら （高橋・新垣・道重・田中・光井） 8. 1から10まで愛してほしい 9. I'm Lucky girl 10. MC 2 11. 好きな先輩 （譜久村・生田・鞘師・鈴木） 12. リゾナント ブルー （高橋・新垣・道重・田中・光井） 13. 女と男のララバイゲーム 14. MC 3 15. すんごいマイバースディ （光井・譜久村・鈴木） 16. 乙女（メ）ドレー： 涙が止まらない放課後 ⇒ 通学列車 ⇒ レインボーピンク （道重・生田） 17. Moonlight night〜月夜の晩だよ〜 （高橋・新垣・鞘師） 18. 愛の炎 （田中れいな） 19. MC 4 20. もっと愛してほしいの 21. メドレー： 女が目立って なぜイケナイ ⇒ なんちゃって恋愛 ⇒ 気まぐれプリンセス 22. MC 5 23. メドレー： LOVEマシーン ⇒ いきまっしょい! ⇒ 恋愛レボリューション21 24. MC 6 25. 涙ッチ 26. Only you 27. MC 7 28. ブラボー! 【特典映像】 昼公演より 1. メドレー： 泣いちゃうかも ⇒ しょうがない 夢追い人 ⇒ 女に 幸あれ |                                              |  |
| 26 | |                                              |  |
| | 『モーニング娘。コンサートツアー2011秋 愛 BELIEVE 〜高橋愛 卒業記念スペシャル〜』 2011年12月28日 - 高橋愛卒業コンサート - DVD/Blu-ray同時発売 |                                              |  |
| | \| DISC 1 1. OPENING 2. Mr.Moonlight〜愛のビッグバンド〜 3. VTR映像（メンバー紹介） 4. この地球の平和を本気で願ってるんだよ! 5. 彼と一緒にお店がしたい! 6. MC 1 7. リゾナント ブルー 8. やめてよ! シンドバッド 9. My Way〜女子校花道〜 10. MC 2 11. シルバーの腕時計 （田中・鞘師・Rap 新垣） 12. この愛を重ねて （高橋・新垣） 13. MC 3 14. 好きな先輩 （高橋・新垣） 15. MC 4 16. 電話でね （高橋愛） 17. VTR映像（〜メンバーから愛Believe〜：道重・田中） 18. SONGS 19. Give me 愛 20. MC 5 21. メドレー： 情熱のキスを一つ → 笑顔YESヌード → もっと愛してほしいの → グルグルJUMP 22. MC 6 23. OK YEAH! 24. Only you 25. まじですかスカ! 26. MC 7 27. ブラボー! \| DISC 2 1. MC 8 2. 自信持って 夢を持って 飛び立つから （高橋愛） 3. MC 9 （高橋愛卒業セレモニー） 4. 友（とも） 5. 涙ッチ 【特典映像 1】 2011年9月29日公演より 1. 好きな先輩 （高橋・新垣、スペシャルゲスト：紺野・小川） 【特典映像 2】 1. 高橋愛 2011年9月30日 日本武道館 密着ドキュメント 【特典映像 3】 〜メンバーから愛 Believe〜 コメント集 1. 新垣里沙・光井愛佳 2. 新垣里沙・譜久村聖・生田衣梨奈・鞘師里保・鈴木香音 3. 道重さゆみ 4. 田中れいな・光井愛佳 5. 新垣里沙 \| |                                              |  |
| 27 | |                                              |  |
| | 『モーニング娘。コンサートツアー2012春 〜ウルトラスマート〜 新垣里沙 光井愛佳卒業スペシャル』 2012年8月29日 - 新垣里沙・光井愛佳卒業コンサート - DVD/Blu-ray同時発売 |                                              |  |
| | DISC 1 1. OPENING 2. ピョコピョコ ウルトラ 3. グルグルJUMP 4. VTR映像（メンバー紹介） 5. 悲しき恋のメロディー 6. Give me 愛 7. MC 1 8. 女子かしまし物語 9. MC 2 10. 乙女のタイミング （光井・生田・鈴木） 11. シルバーの腕時計 （田中・鞘師・Rap 新垣・光井） 12. 好きだな君が （道重・譜久村） 13. MC 3 14. 好きな先輩 （飯窪・石田・佐藤・工藤） 15. 涙が止まらない放課後 （譜久村・生田・鞘師・鈴木） 16. 元気ピカッピカッ! （譜久村・生田・鞘師・鈴木・飯窪・石田・佐藤・工藤） 17. MC 4 18. 秋麗 （新垣＋鞘師・石田） 19. 笑顔に涙〜THANK YOU! DEAR MY FRIENDS〜 （新垣＋譜久村・生田・鈴木・佐藤） 20. シャニムニ パラダイス （新垣・道重・田中・光井） 21. MC 5 22. GOOD BYE 夏男 （道重・田中） 23. MC 6 （光井愛佳卒業セレモニー） 24. 私の魅力に 気付かない鈍感な人 （光井・譜久村・生田・鞘師・鈴木） 25. メドレー： HOW DO YOU LIKE JAPAN?〜日本はどんな感じでっか?〜 → TOP! → いきまっしょい! → やめてよ! シンドバッド 26. MC 7 27. 彼と一緒にお店がしたい! 28. 恋愛ハンター 29. OK YEAH! 30. MC 8 31. 歩いてる DISC 2 1. MC 9 2. Never Forget （新垣里沙） 3. MC 10 （新垣里沙卒業セレモニー） 4. Happy Night 5. 涙ッチ 【特典映像】 1. 新垣里沙 2012年5月18日 日本武道館 密着ドキュメント 2. 光井愛佳 2012年5月18日 日本武道館 密着ドキュメント |                                              |  |
| 28 | |                                              |  |
| | 『モーニング娘。誕生15周年記念コンサートツアー2012秋 〜カラフルキャラクター〜』 2013年3月13日 - DVD/Blu-ray同時発売 |                                              |  |
| | 1. OPENING 2. One・Two・Three 3. The 摩天楼ショー 4. MC 1 5. What's Up? 愛はどうなのよ〜 6. VTR映像（メンバー紹介） 7. 笑って! YOU （譜久村・生田・鞘師・鈴木・飯窪・石田・佐藤・工藤） 8. 私の時代! （モーニング娘。ロッキーズ〈道重・田中〉 with 譜久村・生田・鞘師・鈴木・飯窪・石田・佐藤・工藤） 9. MC 2 10. 地球が泣いている 11. ブラボー! 12. MC 3 13. アイサレタイノニ… （モーニング娘。Q期〈譜久村・生田・鞘師・鈴木〉） 14. 青春ど真ん中 （モーニング娘。天気組〈飯窪・石田・佐藤・工藤〉） 15. 涙一滴 （田中） 16. ラララのピピピ （道重 with ハロプロ研修生〈金子・室田〉） 17. 彼と一緒にお店がしたい! 18. MC 4 19. 抱いてよ! PLEASE GO ON （田中） 20. メドレー 21. MC 5 22. リゾナント ブルー 23. 恋愛ハンター 24. ドッカ〜ン カプリッチオ 25. MC 6 26. ゼロから始まる青春 27. ワクテカ Take a chance 28. MC 7 29. Be Alive 【特典映像】 1. 昼公演 MC 4 2. 信念だけは貫き通せ! （道重・生田・鞘師・鈴木・飯窪） |                                              |  |
| 29 | |                                              |  |
| | 『モーニング娘。コンサートツアー2013春 ミチシゲ☆イレブンSOUL 〜田中れいな卒業記念日〜 in日本武道館』 2013年9月4日 - 田中れいな卒業コンサート - DVD/Blu-ray同時発売 |                                              |  |
| | 1. オープニング 2. この世に真実の愛が一つだけあるなら （LoVendoЯ） 3. MC 1 4. たどりついたらいつも雨ふり （LoVendoЯ） 5. メンバー紹介VTR（メンバー紹介） 6. 君さえ居れば何も要らない 7. Help me!! 8. ワクテカ Take a chance 9. MC 2 10. ブレインストーミング 11. 大きい瞳 （道重・田中） 12. MC 3 13. 笑って! YOU （譜久村・生田・鞘師・鈴木・飯窪・石田） 14. What's Up? 愛はどうなのよ〜 15. 笑顔YESヌード 16. 女が目立って なぜイケナイ 17. なんちゃって恋愛 18. 気まぐれプリンセス 19. 哀愁ロマンティック （道重・譜久村） 20. MC 4 21. Rockの定義 （田中／バックダンサー：鞘師・佐藤） 22. トキメクトキメケ （道重・譜久村・生田・飯窪・石田） 23. Ambitious! 野心的でいいじゃん 24. 泣いちゃうかも 25. 恋愛ハンター 26. Only you 27. みかん 28. 彼と一緒にお店がしたい! 29. MC 5 30. One・Two・Three 31. ドッカ〜ン カプリッチオ 32. MC 6 33. キラキラ冬のシャイニーG （田中） 34. MC 7 （田中れいな卒業セレモニー） 35. Happy大作戦 36. シャボン玉 |                                              |  |
| 30 | |                                              |  |
| | 『モーニング娘。祝! 2作連続1位! 応援してくださる皆さまのおかげです! イベント 「モーニング娘。 x ekiato」』 2013年9月26日 - FC通販、e-LineUP!期間限定販売 - DVDのみ発売 |                                              |  |
| | 1. 君さえ居れば何も要らない 2. MC 1 3. ザ☆ピ〜ス! 4. MC 2 5. ワクテカ Take a chance 6. One・Two・Three 7. Help me!! 8. ブレインストーミング 9. 「ブレインストーミング/君さえ居れば何も要らない」発売記念イベント＠秋葉原 10. 「ブレインストーミング/君さえ居れば何も要らない」発売記念イベント＠池袋 |                                              |  |
| 31 | |                                              |  |
| | 『モーニング娘。誕生16周年記念イベント 「私たちが、今のモーニング娘。です。17年目も、さあ、いこうか。」』 2014年1月9日 - FC通販、e-LineUP!期間限定販売 - DVDのみ発売 |                                              |  |
| | 1. OPEING 2. One・Two・Three 3. MC 1 4. ブレインストーミング 5. MC 2 6. 恋愛レボリューション21 (updated) 7. MC 3 8. 愛の軍団 9. わがまま 気のまま 愛のジョーク 【特典映像】 1. 8/19全国握手会ダイジェスト映像 2. 発売記念イベントダイジェスト映像 3. メンバーコメント |                                              |  |
| 32 | |                                              |  |
| | 『モーニング娘。コンサートツアー2013秋 〜 CHANCE!〜』 2014年3月26日 - DVD/Blu-ray同時発売 |                                              |  |
| | 1. OPENING 2. ワクテカ Take a chance (updated) 3. 愛の軍団 4. MC 1 5. ウルフボーイ 6. Moonlight night 〜月夜の晩だよ〜 7. THE マンパワー!!! (updated) 8. MC 2 9. 負ける気しない 今夜の勝負 10. Help me!! 11. MC 3 12. I WISH (updated) 13. 歩いてる (updated) 〜ラララのピピピ 14. 恋愛ハンター (updated) 15. MC 4 16. イジワルしないで 抱きしめてよ （Juice=Juice） 17. MC 5 18. ええか!? （スマイレージ） 19. ザ☆ピ〜ス! (updated) 20. メドレー： そうだ! We're ALIVE (updated) → SONGS → なんちゃて恋愛 → 好きだな君が （道重・譜久村） → SEXY BOY 〜そよ風に寄り添って〜 → Take off is now! （鞘師・石田・小田） → しょうがない 夢追い人 → トキメクトキメケ （道重・譜久村・生田・飯窪・石田） → ドッカ〜ン カプリッチオ 21. MC 6 22. One・Two・Three (updated) 23. レインストーミング (updated) 24. MC 7 25. わがまま 気のまま 愛のジョーク 26. What is LOVE? 27. MC 8 28. OK YEAH! |                                              |  |
| 33 | |                                              |  |
| | 『モーニング娘。'14 コンサートツアー春 〜エヴォリューション〜』 2014年9月10日 - これ以降「モーニング娘。'14」名義 - 「モーニング娘。'14」に改名後、初のコンサートツアー - DVD/Blu-ray同時発売 |                                              |  |
| | 1. OPENING 2. Password is 0 3. 君の代わりは居やしない 4. VTR映像（メンバー紹介） 5. HOW DO YOU LIKE JAPAN？ 〜日本はどんな感じでっか？〜 6. MC 1 7. Only you 8. ブレインストーミング (updated) 9. MC 2 10. 恋愛ハンター (updated) 11. 愛の軍団 12. 愛の園〜Touch My Heart!〜 13. MC 3 14. 笑顔YESヌード 15. ワクテカ Take a chance (updated) 16. 気まぐれプリンセス 17. 君さえ居れば何も要らない (updated) 18. 泣いちゃうかも 19. 恋愛レボリューション21 (updated) 20. MC 4 21. カップリングメドレー： 友（とも） （生田衣梨奈、鞘師里保、鈴木香音、石田亜佑美、小田さくら） → 泣き出すかもしれないよ （鞘師里保、小田さくら） → 私のでっかい花 （飯窪春菜、石田亜佑美、佐藤優樹、工藤遥） → 哀愁ロマンティック （道重さゆみ、譜久村聖、ハロプロ研修生） → トキメクトキメケ （道重さゆみ、譜久村聖、生田衣梨奈、飯窪春菜、石田亜佑美） → やめてよ！ シンドバッド （鈴木香音、佐藤優樹、工藤遥、小田さくら、ハロプロ研修生） → 信念だけは貫き通せ！ （道重さゆみ、生田衣梨奈、鞘師里保、鈴木香音、飯窪春菜） → 彼と一緒にお店がしたい！ （モーニング娘。'14 + ハロプロ研修生） 22. MC 5 23. LOVEマシーン (updated) 24. Help me!! (updated) 25. One・Two・Three (updated) 26. What is LOVE? 27. MC 6 28. 笑顔の君は太陽さ 29. 時空を超え 宇宙を超え 30. MC 7 31. わがまま 気のまま 愛のジョーク 【特典映像】 1. 「カップリングメドレー夜公演」より |                                              |  |
| 34 | |                                              |  |
| | 『モーニング娘。'14 コンサートツアー秋 GIVE ME MORE LOVE 〜道重さゆみ卒業記念スペシャル〜』 2015年2月11日 - 道重さゆみ卒業コンサート - DVD/Blu-ray同時発売 |                                              |  |
| | 1. OPENING 2. TIKI BUN 3. わがまま 気のまま 愛のジョーク 4. What is LOVE? 5. VTR映像（メンバー紹介） 6. 時空を超え 宇宙を超え 7. Do it! Now 8. MC 1 9. 明日を作るのは君 10. Fantasyが始まる 11. I WISH (updated) 12. VTR映像（道重カメラ） 13. シャバダバ ドゥ〜 14. 笑顔の君は太陽さ 15. 彼と一緒にお店がしたい！ 16. MC 2 17. シルバーの腕時計〈スペシャルメドレー〉 18. Help me!! (updated)〈スペシャルメドレー〉 19. 恋愛レボリューション21 (updated)〈スペシャルメドレー〉 20. 恋愛ハンター (updated)〈スペシャルメドレー〉 21. ラララのピピピ〈スペシャルメドレー〉 22. A B C D E-cha E-chaしたい〈スペシャルメドレー〉 23. ワクテカ Take a chance (updated)〈スペシャルメドレー〉 24. ブレインストーミング (updated)〈スペシャルメドレー〉 25. 好きだな君が〈スペシャルメドレー〉 26. この地球の平和を本気で願ってるんだよ！〈スペシャルメドレー〉 27. 青春コレクション〈スペシャルメドレー〉 28. LOVEマシーン (updated)〈スペシャルメドレー〉 29. Give me 愛〈スペシャルメドレー〉 30. MC 3 31. シャボン玉 32. One・Two・Three (updated) 33. Password is 0 34. MC 4 35. Be Alive 36. 見返り美人 37. MC 5 （道重さゆみ卒業セレモニー） 38. MC 6 39. 赤いフリージア 40. 歩いてる 41. MC 7 42. Happy大作戦 43. ENDING 特典映像 1. モーニング娘。'14 コンサートツアー秋 GIVE ME MORE LOVE 〜道重さゆみ卒業記念スペシャル〜ドキュメント映像 |                                              |  |
| 35 | |                                              |  |
| | 『Morning Musume。'14 Live Concert in New York』 2015年3月11日 - FC通販、e-LineUP!先行販売 - DVDのみ発売 |                                              |  |
| | 1. OPENING 2. One・Two・Three (updated) 3. MC 4. Help me!! (updated) 5. わがまま 気のまま 愛のジョーク 6. MC 7. TIKI BUN 8. ワクテカ Take a chance (updated) 9. The 摩天楼ショー 10. ブレインストーミング (updated) 11. MC 12. シャボン玉 13. 気まぐれプリンセス 14. そうだ!We're ALIVE (updated) 15. LOVEマシーン (updated) 16. ザ☆ピ～ス! (updated) 17. 恋愛レボリューション21 (updated) 18. MC 19. Password is 0 20. 君の代わりは居やしない 21. What is LOVE? 22. 時空を超え 宇宙を超え【ENCORE】 23. MC【ENCORE】 24. Happy大作戦【ENCORE】 25. ENDING【ENCORE】 【特典映像】 1. Morning Musume。'14 Live Concert in NY メイキング＆オフショット映像 |                                              |  |
| 36 | |                                              |  |
| | 『モーニング娘。'14 SPECIAL EVENT IN 品川』 2015年4月29日 - e-LineUP!販売有り - DVDのみ発売 |                                              |  |
| | 1. TIKI BUN(Album Version) 2. 笑えない話 3. MC 4. 私は私なんだ 5. 大人になれば 大人になれる （生田・鈴木・石田・佐藤・工藤） 6. キラリと光る星 （鞘師・小田） 7. 恋人には絶対に知られたくない真実 （道重・譜久村・飯窪） 8. MC 9. 明日を作るのは君 |                                              |  |
| 37 | |                                              |  |
| | 『モーニング娘。'15 コンサートツアー春 ～GRADATION～ 』 2015年9月2日 - DVD/Blu-ray同時発売 |                                              |  |
| | 1. OPENING 2. 青春小僧が泣いている 3. One・Two・Three (updated) 4. ブレインストーミング (updated) 5. VTR 6. 夕暮れは雨上がり 7. 時空を超え 宇宙を超え 8. MC 9. 女子かしまし物語 ～モーニング娘。'15ver.～ 10. 浪漫 ～MY DEAR BOY～ 11. MC 12. 好きな先輩 13. 3、2、1 BREAKIN'OUT!→I'm Lucky girl 14. なんちゃって恋愛 15. 女と男のララバイゲーム 16. まじですかスカ! 17. MC 18. Memory 青春の光→サマーナイトタウン→SONGS→Help me !! (updated)→TIKI BUN 【メドレー】 19. MC 20. リゾナント ブルー 21. The 摩天楼ショー 22. 愛の軍団 23. 君の代わりは居やしない 24. Password is 0 25. MC 26. わがまま 気のまま 愛のジョーク 27. What is LOVE? 28. イマココカラ 29. MC 30. みかん 31. 涙ッチ |                                              |  |
| 38 | |                                              |  |
| | 『モーニング娘。'15 コンサートツアー2015秋 ～PRISM～ 』 2016年3月23日 - DVD/Blu-ray同時発売 |                                              |  |
| | 1. OPENING 2. Oh my wish! 3. 君の代わりは居やしない 4. What is LOVE? 5. メンバー紹介VTR 6. スカッとMy Heart 7. The 摩天楼ショー 8. MC 9. 冷たい風と片思い 10. 愛の軍団 11. Only you 12. MC 13. What's Up? 愛はどうなのよ～ 14. もっと愛してほしいの 15. Ambitious!野心的でいいじゃん 16. MC 17. AS FOR ONE DAY 18. 大阪 恋の歌 19. アイサレタイノニ… 20. 友(とも) 21. ウルフボーイ→TIKI BUN→Acrobat & Dance Performance→Moonlight night～月夜の晩だよ～→ドッカ～ン カプリッチオ (メドレー) 22. MC 23. SONGS 24. Password is 0 25. わがまま 気のまま 愛のジョーク 26. まじですかスカ! 27. MC 28. One・Two・Three (updated) 29. One and Only 30. MC 31. ENDLESS SKY 32. ここにいるぜぇ! |                                              |  |
| 39 | |                                              |  |
| | 『Morning Musume。'16 Live Concert in Houston』 2016年8月10日 - FC通販、e-LineUP!先行販売 - DVDのみ発売 |                                              |  |
| | DISC 1 1. OPENING 2. One and Only 3. Oh my wish! 4. MC 5. ENDLESS SKY 6. 恋愛ハンター (updated) 7. スカッとMy Heart 8. ラヴ&ピィ～ス!HEROがやって来たっ。 9. MC 10. そうだ!We're ALIVE (updated) 11. LOVEマシーン (updated) 12. 恋愛レボリューション21 (updated) 13. MC 14. 冷たい風と片思い 15. The 摩天楼ショー 16. 愛の軍団 17. わがまま 気のまま 愛のジョーク 18. What is LOVE? 19. HOW DO YOU LIKE JAPAN?～日本はどんな感じでっか?～【ENCORE】 20. MC【ENCORE】 21. One・Two・Three (updated)【ENCORE】 DISC 2 <Documentary of Morning Musume。'16 in Houston> 1. DAY1 2. DAY2 3. DAY3 4. DAY4 |                                              |  |
| 40 | |                                              |  |
| | 『モーニング娘。'16コンサートツアー春〜EMOTION IN MOTION〜鈴木香音卒業スペシャル 』 2016年9月6日 - 鈴木香音卒業コンサート - DVD/Blu-ray同時発売 |                                              |  |
| | 1. PROLOGUE ※Blu-rayのみ 2. OPENING 3. One・Two・Three (uptated) 4. 愛の軍団 5. 恋愛ハンター (updated) 6. 恋愛レボリューション21 (updated) 7. VTR 8. Tokyoという片隅 9. MC 10. The Vision 11. すべては愛の力 12. 女が目立って なぜイケナイ 13. 君の代わりは居やしない 14. Mr.Moonlight～愛のビッグバンド～ 15. MC 16. 声 （譜久村・工藤・小田） 17. 乙女のタイミング （譜久村・生田・鈴木） 18. YAH!愛したい! （生田・鈴木・飯窪・尾形・牧野・羽賀） 19. 愛して 愛して 後一分 （石田・佐藤・野中） 20. MC 21. 【メドレー】青春小僧が泣いている⇒Help me!! (updated)⇒そうだ!We're ALIVE (updated)⇒踊れ!モーニングカレー⇒OK YEAH! 22. MC 23. The 摩天楼ショー 24. 君さえ居れば何も要らない (updated) 25. わがまま 気のまま 愛のジョーク 26. みかん 27. What is LOVE? 28. MC 29. Oh my wish! 30. MC【ENCORE】 31. Never Forget （鈴木） 【ENCORE】 32. 鈴木香音卒業セレモニー【ENCORE】 33. 泡沫サタデーナイト!【ENCORE】 34. MC【ENCORE】 35. 愛あらば IT'S ALL RIGHT【ENCORE】 36. ENDING【ENCORE】 |                                              |  |
| 41 | |                                              |  |
| | 『モーニング娘。'16 コンサートツアー秋 〜MY VISION〜 』 2017年3月29日 - DVD/Blu-ray同時発売 - Blu-rayのみライブフォトブックレット封入 |                                              |  |
| | 1. PROLOGUE ※Blu-rayのみ 2. OPENING 3. The Vision 4. Tokyoという片隅 5. ブレインストーミング (updated) 6. 強気で行こうぜ! 7. MC 8. 秋麗 9. 色っぽい じれったい 10. ムキダシで向き合って 11. MC 12. 青春コレクション （尾形・野中・牧野・羽賀） 13. 地球が泣いている 14. 君の代わりは居やしない 15. そうじゃない 16. 泡沫サタデーナイト! 17. MC 18. 【MEDLEY】ゼロから始まる青春 （尾形・野中・牧野・羽賀） ⇒ナビが壊れた王子様(LOVE CHANCE) （工藤） ⇒Do it! Now （佐藤） ⇒ウソつきあんた （小田） ⇒トキメクトキメケ （譜久村・生田・飯窪・石田） ⇒恋ING （飯窪） ⇒ガラスのパンプス （石田） ⇒せんこう花火 （生田） ⇒ブギートレイン'03 （譜久村） ⇒Take off is now！ （佐藤・工藤・小田） ⇒Only you⇒ドッカ～ン カプリッチオ 19. MC 20. 君さえ居れば何も要らない (updated) 21. Password is 0 22. わがまま 気のまま 愛のジョーク 23. What is LOVE? 24. MC 25. Be Alive 26. セクシーキャットの演説【ENCORE】 27. MC【ENCORE】 28. One・Two・Three (updated)【ENCORE】 29. ENDING【ENCORE】 |                                              |  |
| 42 | |                                              |  |
| | 『Morning Musume。'16 Live Concert in Taipei』 2017年5月17日 - FC通販e-lineUP!Mall先行販売 - DVDのみ発売 |                                              |  |
| | DISC 1 1. OPENING 2. One・Two・Three (updated) 3. Tokyoという片隅 4. ブレインストーミング (updated) 5. 強気で行こうぜ! 6. MC 7. 秋麗 8. そうじゃない 9. 愛の軍団 10. 君の代わりは居やしない 11. MC 12. The Vision 13. 色っぽい じれったい 14. 泡沫サタデーナイト! 15. みかん 16. MC 17. LOVEマシーン (updated) 18. One and Only 19. 君さえ居れば何も要らない (updated) 20. MC 21. Password is 0 22. わがまま 気のまま 愛のジョーク 23. What is LOVE? 24. MC 25. Be Alive 26. 友(とも)【ENCORE】 27. 雨の降らない星では愛せないだろう?【ENCORE】 28. MC【ENCORE】 29. 恋愛レボリューション21 (updated)【ENCORE】 DISC 2 ＜Morning Musume。'16 Promotion in Taiwan / Morning Musume。'16 Live Concert in Taipei＞ 1. Day1(Taiwan) 2. Day2(Taiwan) 3. Day1(Taipei) 4. Day2(Taipei) 5. Day3(Taipei) |                                              |  |
| 43 | |                                              |  |
| | 『モーニング娘。'17コンサートツアー春 〜THE INSPIRATION !〜 』 2017年9月20日 - DVD/Blu-ray同時発売 - Blu-rayのみライブフォトブックレット封入 |                                              |  |
| | 1. PROLOGUE ※Blu-rayのみ 2. OPENING 3. BRAND NEW MORNING 4. 【MEDLEY】One・Two・Three (updated)⇒そうだ!We're ALIVE (updated)⇒Help me!! (updated)⇒恋愛ハンター (updated)⇒恋愛レボリューション21 (updated) 5. SONGS 6. そうじゃない 7. 愛の軍団 8. MC 9. 私のなんにもわかっちゃない 10. セクシーキャットの演説 11. Tokyoという片隅 12. MC 13. シルバーの腕時計 （譜久村・生田・加賀・横山） 14. Give me 愛 （飯窪・石田・佐藤・工藤・加賀・横山） 15. Please!自由の扉 （小田・尾形・野中・牧野・羽賀・加賀・横山） 16. 女子かしまし物語(モーニング娘。'17 春ツアーVer.) 17. Loving you forever 18. MC 19. モーニングコーヒー 20. 【MEDLEY】HOW DO YOU LIKE JAPAN?～日本はどんな感じでっか?～⇒TOP!⇒ワクテカ Take a chance (updated)⇒いきまっしょい!⇒Moonlight night～月夜の晩だよ～⇒What is LOVE? 21. MC 22. 青春Say A-HA 23. 君の代わりは居やしない 24. わがまま 気のまま 愛のジョーク 25. MC 26. インスピレーション! 27. ジェラシー ジェラシー【ENCORE】 28. MC【ENCORE】 29. Happy大作戦【ENCORE】 30. ブラボー!【ENCORE】 31. ENDING【ENCORE】 |                                              |  |
| 44 | |                                              |  |
| | 『Morning Musume。'17 Live Concert in Hong Kong』 2017年11月15日 - UFW WebShop・FC先行販売 - DVDのみ発売 |                                              |  |
| | DISC 1 1. OPENING 2. BRAND NEW MORNING 3. One・Two・Three (updated) 4. SONGS 5. そうじゃない 6. MC1 7. One and Only 8. セクシーキャットの演説 9. Tokyoという片隅 10. MC2 11. モーニングコーヒー 12. 女子かしまし物語(モーニング娘。'17 春ツアーVer.) 13. 泡沫サタデーナイト! 14. MC3 15. ムキダシで向き合って 16. 君の代わりは居やしない 17. わがまま 気のまま 愛のジョーク 18. What is LOVE? 19. MC4 20. LOVEマシーン (updated) 21. ジェラシー ジェラシー【ENCORE】 22. MC5【ENCORE】 23. ブラボー!【ENCORE】 DISC 2 ＜Morning Musume。'17 Live Concert in Hong Kong Documentary＞ 1. Day1 2. Day2 |                                              |  |
| 45 | |                                              |  |
| | 『モーニング娘。誕生20周年記念コンサートツアー2017秋～We are MORNING MUSUME。～工藤遥卒業スペシャル 』 2018年4月11日 - DVD/Blu-ray同時発売 - Blu-rayのみメイキング映像＋ビジュアルブック封入 |                                              |  |
| | DISC 1 モーニング娘。誕生20周年記念コンサートツアー2017秋 ～We are MORNING MUSUME。～工藤遥卒業スペシャル (2017/12/11 at 日本武道館) 1. PROLOGUE ※Blu-rayのみ 2. OPENING 3. わがまま 気のまま 愛のジョーク 4. ナルシス カマってちゃん協奏曲第5番 5. 気まぐれプリンセス 6. THE マンパワー!!! (updated) 7. What is LOVE? 8. MC 9. 邪魔しないで Here We Go! 10. CHO DAI 11. 私のなんにもわかっちゃない 12. 20周年記念VTR 13. 愛の種(20th Anniversary Ver.) 14. NIGHT OF TOKYO CITY 15. 本気で熱いテーマソング 16. みかん 17. Mr.Moonlight～愛のビッグバンド～ 18. MC 19. 五線譜のたすき 20. MC 21. 恋は時に （譜久村・生田・石田・佐藤・工藤・野中・森戸） 22. メドレー セクシーキャットの演説 ⇒君さえ居れば何も要らない ⇒A B C D E-cha E-chaしたい ⇒What's Up? 愛はどうなのよ～ ⇒NATURE IS GOOD！ ⇒Be Alive 23. MC 24. 友 25. ジェラシー ジェラシー 26. One・Two・Three (updated) 27. Oh my wish! 28. ドッカ～ン カプリッチオ 29. MC 30. ENDLESS SKY 31. MC【ENCORE】 32. もしも… （工藤） 【ENCORE】 33. 工藤遥 卒業セレモニー【ENCORE】 34. 若いんだし!【ENCORE】 35. ピョコピョコ ウルトラ【ENCORE】 36. MC 37. 涙ッチ【ENCORE】 38. ENDING【ENCORE】 DISC 2 モーニング娘。誕生20周年記念コンサートツアー2017秋 ～We are MORNING MUSUME。～ (2017/11/21 at 日本武道館) 1. OPENING 2. わがまま 気のまま 愛のジョーク 3. ナルシス カマってちゃん協奏曲第5番 4. 気まぐれプリンセス 5. THE マンパワー!!! (updated) 6. What is LOVE? 7. MC 8. 邪魔しないで Here We Go! 9. CHO DAI 10. 私のなんにもわかっちゃない 11. 20周年記念VTR 12. 愛の種(20th Anniversary Ver.) 13. シャボン玉 （高橋愛・道重さゆみ・田中れいな・モーニング娘。'17） 14. リゾナント ブルー （高橋愛・道重さゆみ・田中れいな・モーニング娘。'17） 15. MC 16. 好きだな君が （道重さゆみ・譜久村聖） 17. ロボキッス （辻希美・佐藤優樹・工藤遥） 18. MC 19. 五線譜のたすき 20. MC 21. もう 我慢できないわ～Love ice cream～ （尾形・羽賀・加賀・横山） 22. メドレー セクシーキャットの演説 ⇒君さえ居れば何も要らない ⇒A B C D E-cha E-chaしたい ⇒What's Up? 愛はどうなのよ～ ⇒NATURE IS GOOD！ ⇒Be Alive 23. MC 24. この地球の平和を本気で願ってるんだよ! 25. 泡沫サタデーナイト! 26. Happy Night 27. MC 28. ここにいるぜぇ! 29. 若いんだし!【ENCORE】 30. MC 31. 涙ッチ【ENCORE】 32. ENDING【ENCORE】 DISC 3 モーニング娘。誕生20周年記念コンサートツアー2017秋 ～We are MORNING MUSUME。～ 日替わり楽曲収録 1. パープルウインド 【9/30 桐生市市民文化会館 シルクホール(群馬)】 2. BE ポジティブ！ 【9/30 桐生市市民文化会館 シルクホール(群馬)】 3. 大阪 恋の歌 【9/30 桐生市市民文化会館 シルクホール(群馬)】 4. Ambitious!野心的でいいじゃん 【9/30 桐生市市民文化会館 シルクホール(群馬)】 5. Good Morning （尾形・野中・牧野・羽賀・加賀・横山・森戸） 【9/30 桐生市市民文化会館 シルクホール(群馬)】 6. サマーナイトタウン （譜久村・生田・飯窪・石田・佐藤・工藤・小田） 【9/30 桐生市市民文化会館 シルクホール(群馬)】 7. NIGHT OF TOKYO CITY 【9/30 桐生市市民文化会館 シルクホール(群馬)】 8. 抱いて HOLD ON ME! 【9/30 桐生市市民文化会館 シルクホール(群馬)】 9. 女と男のララバイゲーム 【10/5 川口総合文化センター リリア メインホール(埼玉)】 10. 1から10まで愛してほしい （譜久村・生田・飯窪・石田・小田・尾形） 【10/5 川口総合文化センター リリア メインホール(埼玉)】 11. My Way～女子校花道～ （佐藤・工藤・野中・牧野・羽賀・加賀・横山・森戸） 【10/5 川口総合文化センター リリア メインホール(埼玉)】 12. OK YEAH! 【10/5 川口総合文化センター リリア メインホール(埼玉)】 13. 弩級のゴーサイン 【10/5 川口総合文化センター リリア メインホール(埼玉)】 14. 恋をしちゃいました！ （譜久村・牧野・横山・森戸） 【11/3 パシフィコ横浜 国立大ホール(神奈川)】 15. BABY! 恋に KNOCK OUT! （石田・小田・野中） 【11/3 パシフィコ横浜 国立大ホール(神奈川)】 16. 友情 ～心のブスにはならねぇ!～ （生田・飯窪・佐藤・工藤・尾形・羽賀・加賀） 【11/3 パシフィコ横浜 国立大ホール(神奈川)】 17. 僕らが生きる MY ASIA 【11/3 パシフィコ横浜 国立大ホール(神奈川)】 18. DANCEするのだ！ （譜久村・飯窪・小田・尾形・加賀・森戸） 【11/3 パシフィコ横浜 国立大ホール(神奈川)】 19. いいことある記念の瞬間 （生田・石田・佐藤・工藤・野中・牧野・羽賀・横山） 【11/3 パシフィコ横浜 国立大ホール(神奈川)】 20. 本気で熱いテーマソング 【11/3 パシフィコ横浜 国立大ホール(神奈川)】 21. Mr.Moonlight～愛のビッグバンド～ 【11/3 パシフィコ横浜 国立大ホール(神奈川)】 22. Style of my love （飯窪・小田・牧野） 【11/3 パシフィコ横浜 国立大ホール(神奈川)】 23. なんちゃって恋愛 【11/5 結城市民文化センター アクロス(茨城)】 24. 悲しみトワイライト 【11/5 結城市民文化センター アクロス(茨城)】 25. 元気ピカッピカッ！ 【11/5 結城市民文化センター アクロス(茨城)】 26. みかん 【11/5 結城市民文化センター アクロス(茨城)】 27. 浪漫 ～MY DEAR BOY～ 【11/18 オリックス劇場(大阪)】 28. 「すっごい仲間」 （飯窪・佐藤・工藤・尾形・野中・牧野・羽賀・加賀・横山・森戸） 【11/18 オリックス劇場(大阪)】 29. 独占欲 （譜久村・生田・石田・小田） 【11/18 オリックス劇場(大阪)】 30. Do it! Now 【11/18 オリックス劇場(大阪)】 31. 時空を超え 宇宙を超え 【11/18 オリックス劇場(大阪)】 32. ゼロから始まる青春 【11/18 オリックス劇場(大阪)】 33. 地球が泣いている 【11/18 オリックス劇場(大阪)】 34. 君の代わりは居やしない 【11/18 オリックス劇場(大阪)】 35. もう 我慢できないわ～Love ice cream～ （尾形・羽賀・加賀・横山） 【11/18 オリックス劇場(大阪)】 36. 王子様と雪の夜 （生田・飯窪・尾形・加賀） 【11/25 アクトシティ浜松 大ホール(静岡)】 37. 晴れ 雨 のち スキ ♡ （譜久村・石田・小田・野中・牧野・横山・森戸） 【11/25 アクトシティ浜松 大ホール(静岡)】 38. ちょこっとLOVE （佐藤・工藤・羽賀） 【11/25 アクトシティ浜松 大ホール(静岡)】 39. 未知なる未来へ 【11/25 アクトシティ浜松 大ホール(静岡)】 40. 恋は時に （譜久村・生田・石田・佐藤・工藤・野中・森戸） 【11/25 アクトシティ浜松 大ホール(静岡)】 |                                              |  |
| 46 | |                                              |  |
| | 『モーニング娘。誕生20周年記念コンサートツアー2018春～We are MORNING MUSUME。～ファイナル 尾形春水卒業スペシャル』 2018年10月24日 - 尾形春水卒業コンサート - DVD/Blu-ray同時発売 - Blu-rayのみ12Pライブフォトブックレット封入・特典映像収録(6月19日公演回替わり) |                                              |  |
| | 1. PROLOGUE ※Blu-rayのみ 2. OPENING 3. A gonna 4. ロマンスに目覚める妄想女子の歌 5. Fantasyが始まる 6. 青春Say A-HA 7. Password is 0 8. VTR 9. 花が咲く 太陽浴びて 10. Help me!!(updated) 11. 愛の軍団 12. MC 13. モーニングコーヒー(20th Anniversary Ver.) 14. 《20周年記念メドレー》 シャニムニ パラダイス （小田・羽賀・加賀・森戸） ⇒レモン色とミルクティ （譜久村・尾形・牧野・羽賀・加賀・横山） ⇒トキメクトキメケ （譜久村・生田・飯窪・石田） ⇒INDIGO BLUE LOVE （小田・野中・森戸） ⇒坊や （譜久村・飯窪・佐藤・尾形・牧野） ⇒大人になれば 大人になれる （生田・石田・佐藤・野中・横山） 15. リゾナント ブルー 16. しょうがない 夢追い人 17. 泣いちゃうかも 18. Hand made CITY 19. 愛され過ぎることはないのよ 20. Moonlight night ～月夜の晩だよ～ 21. MC 22. 雨の降らない星では愛せないだろう？ 23. 《メドレー》 One・Two・Three(updated) ⇒泡沫サタデーナイト！ ⇒わがまま 気のまま 愛のジョーク ⇒みかん ⇒What is LOVE? 24. MC 25. TIKI BUN 26. ナルシス カマってちゃん協奏曲第5番 27. 君の代わりは居やしない 28. ジェラシー ジェラシー 29. MC【ENCORE】 30. 涙が止まらない放課後 （尾形） 【ENCORE】 31. 尾形春水 卒業セレモニー【ENCORE】 32. Are you Happy?【ENCORE】 33. MC【ENCORE】 34. 青空がいつまでも続くような未来であれ！【ENCORE】 35. CHASER【ENCORE】 36. ENDING【ENCORE】 特典映像 1. TITLE 2. Memory 青春の光 3. 真夏の光線 4. 恋のダンスサイト 5. LOVEマシーン(updated) 6. ザ☆ピ～ス！(updated) 7. 恋愛レボリューション21(updated) 8. なんにも言わずに I LOVE YOU 9. SEXY BOY～そよ風に寄り添って～ 10. Ambitious！野心的でいいじゃん 11. ラヴ＆ピィ～ス！HEROがやって来たっ。 12. 卒業旅行～モーニング娘。旅立つ人に贈る唄～ |                                              |  |
| 47 | |                                              |  |
| | 『MORNING MUSUME。'18 Fall Concert Tour 〜GET SET, GO!〜 in Mexico City』 2019年4月3日 - UFW WebShop・FC先行販売 - DVDのみ発売 |                                              |  |
| | DISC 1 1. オープニングコメント 2. OPENING 3. 自由な国だから 4. 君さえ居れば何も要らない(updated) 5. MC 6. Are you Happy? 7. Tokyoという片隅 8. そうじゃない 9. Only you 10. ブレインストーミング(updated) 11. 憧れのStress-free(モーニング娘。'18 Ver.) 12. フラリ銀座 13. ナルシス カマってちゃん協奏曲第5番 14. MC 15. そうだ！We're ALIVE(updated)【メドレー】 16. LOVEマシーン(updated)【メドレー】 17. ザ☆ピ～ス！(updated)【メドレー】 18. Go Girl ～恋のヴィクトリー～【メドレー】 19. MC 20. One and Only 21. ロマンスに目覚める妄想女子の歌 22. What is LOVE? 23. MC【ENCORE】 24. One・Two・Three(updated)【ENCORE】 25. MC【ENCORE】 26. わがまま 気のまま 愛のジョーク【ENCORE】 27. エンディングコメント【ENCORE】 DISC 2 Documentary of Morning Musume。'18 1. in Mexico City 2. in New York City |                                              |  |
| 48 | |                                              |  |
| | 『モーニング娘。'18コンサートツアー秋～GET SET, GO！～ファイナル 飯窪春菜卒業スペシャル』 2019年4月10日 - 飯窪春菜卒業コンサート - DVD/Blu-ray同時発売 - Blu-rayのみ12Pライブフォトブックレット封入・特典映像収録(12月15日公演回替わり) |                                              |  |
| | DISC 1 1. PROLOGUE ※Blu-rayのみ 2. OPENING 3. 自由な国だから 4. 君さえ居れば何も要らない(updated) 5. MC 6. Are you Happy? 7. Tokyoという片隅 8. そうじゃない 9. Only you 10. ブレインストーミング(updated) 11. VTR 12. 憧れのStress-free(モーニング娘。'18 Ver.) 13. 邪魔しないで Here We Go！ 14. 笑えない話 15. ナルシス カマってちゃん協奏曲第5番 16. MC 17. フラリ銀座 18. 冷たい風と片思い 19. そうだ！We're ALIVE(updated)【メドレー】 20. LOVEマシーン(updated)【メドレー】 21. ザ☆ピ～ス！(updated)【メドレー】 22. 恋愛レボリューション21(updated)【メドレー】 23. Go Girl ～恋のヴィクトリー～【メドレー】 24. MC 25. 恋してみたくて 26. ロマンスに目覚める妄想女子の歌 27. Moonlight night ～月夜の晩だよ～ 28. What is LOVE? 29. MC【ENCORE】 30. 恋ING （飯窪） 【ENCORE】 31. 飯窪春菜 卒業セレモニー【ENCORE】 32. Y字路の途中【ENCORE】 33. I surrender 愛されど愛 （譜久村・生田・石田・佐藤・小田・野中・牧野・羽賀・加賀・横山・森戸） 【ENCORE】 34. MC【ENCORE】 35. One・Two・Three(updated)【ENCORE】 36. わがまま 気のまま 愛のジョーク【ENCORE】 37. ENDING【ENCORE】 DISC 2 1. ワクテカ Take a chance(updated) 2. 私のなんにもわかっちゃない 3. ムキダシで向き合って 4. 今すぐ飛び込む勇気 5. ドッカ～ン カプリッチオ 6. 私の魅力に 気付かない鈍感な人 （飯窪） |                                              |  |
| 49 | |                                              |  |
| | 『Hello! Project 20th Anniversary!! モーニング娘。'19 ディナーショー「Happy Night」』 2019年7月10日 - UFW WebShop・FC先行販売 - DVDのみ発売 |                                              |  |
| | 1. OPENING 2. モーニングコーヒー 3. MC 4. 自由な国だから 5. セクシーキャットの演説 6. MC 7. One・Two・Three(updated) 8. Help me!!(updated) 9. 恋愛レボリューション21(updated) 10. MC 11. 冷たい風と片思い(TYPE B) 12. 雨の降らない星では愛せないだろう？ 13. 夕暮れは雨上がり 14. フラリ銀座 15. MC 16. ジェラシー ジェラシー 17. Are you Happy? 18. Happy Night 19. What is LOVE? 20. MC 21. ENDLESS SKY 22. MC【ENCORE】 23. LOVEマシーン(updated)【ENCORE】 特典映像 1. モーニング娘。シングル ミュージックビデオダイジェスト映像 |                                              |  |
| 50 | |                                              |  |
| | 『モーニング娘。'19コンサートツアー春 ～BEST WISHES！～FINAL』 2019年10月9日 - DVD/Blu-ray同時発売 - Blu-rayのみライブフォトブックレット封入・特典映像収録(6月4日公演回替わり) |                                              |  |
| | DISC 1 1. PROLOGUE ※Blu-rayのみ 2. OPENING 3. What is LOVE? 4. I surrender 愛されど愛 5. MC 6. リゾナント ブルー 7. 青春小僧が泣いている 8. なんちゃって恋愛 9. TIKI BUN 10. 気まぐれプリンセス 11. MC 12. 時空を超え 宇宙を超え 13. スカッとMy Heart 14. 泡沫サタデーナイト！ 15. みかん 16. MC 17. 青春コレクション （モーニング娘。'19/BEYOOOOONDS） 18. ジェラシー ジェラシー 19. The Vision【メドレー】 20. セクシーキャットの演説【メドレー】 21. 泣いちゃうかも【メドレー】 22. 私のなんにもわかっちゃない【メドレー】 23. 君さえ居れば何も要らない(updated)【メドレー】 24. 恋愛ハンター(updated)【メドレー】 25. A gonna【メドレー】 26. Oh my wish!【メドレー】 27. MC 28. 青春Night 29. One・Two・Three(updated) 30. Are you Happy? 31. Password is 0 32. わがまま 気のまま 愛のジョーク 33. 人生Blues【ENCORE】 34. 自由な国だから【ENCORE】 35. MC【ENCORE】 36. ENDLESS SKY【ENCORE】 37. ここにいるぜぇ！【W ENCORE】 38. EPILOGUE ※Blu-rayのみ DISC 2 1. 笑顔の君は太陽さ 2. The 摩天楼ショー 3. この地球の平和を本気で願ってるんだよ！ 4. まじですかスカ！ 5. 弩級のゴーサイン （モーニング娘。'19/BEYOOOOONDS） 6. 恋してみたくて 7. Help me!!(updated) 8. 愛の軍団 9. 君の代わりは居やしない 10. Ambitious！野心的でいいじゃん |                                              |  |
| 51 | |                                              |  |
| | 『モーニング娘。'19 コンサートツアー秋 〜KOKORO&KARADA〜FINAL』 2020年5月20日 - DVD/Blu-ray同時発売 - Blu-rayのみフォトブックレット封入・「rockin'on presents ROCK IN JAPAN FESTIVAL 2019」(8月10日 国営ひたち海浜公園)モーニング娘。'19 ライブ映像収録 |                                              |  |
| | DISC 1 1. OPENING 2. KOKORO＆KARADA 3. 人生Blues 4. 負ける気しない 今夜の勝負 5. 青春Say A-HA 6. わがまま 気のまま 愛のジョーク 7. MC 8. ジェラシー ジェラシー 9. シャボン玉 10. 自由な国だから 11. ロマンスに目覚める妄想女子の歌 12. MC 13. 抱いてHOLD ON ME!（譜久村・生田・石田・佐藤・小田） 14. 私の時代！（野中・牧野・羽賀） 15. Rockの定義（加賀・横山・森戸） 16. 好きな先輩 （北川・岡村・山﨑） 17. 雨の降らない星では愛せないだろう？ 18. ザ☆ピ～ス！ 19. MC 20. HOW DO YOU LIKE JAPAN？～日本はどんな感じでっか？～ 21. ブレインストーミング 22. 女が目立って なぜイケナイ 23. Tokyoという片隅 24. 直感2～逃した魚は大きいぞ！～ 25. ドッカ～ン カプリッチオ 26. MC 27. LOVEペディア 28. 人間関係No way way 29. One・Two・Three(updated) 30. I surrender 愛されど愛 31. What is LOVE? 32. Hey! Unfair Baby【ENCORE】 33. MC【ENCORE】 34. 青春Night 35. ブラボー！ 特典映像 1. メイキング映像 DISC 2 1. OPENING 2. みかん 3. 気まぐれプリンセス 4. I surrender 愛されど愛 5. 恋愛レボリューション21(updated) 6. シャボン玉 7. ザ☆ピ～ス！ 8. 泡沫サタデーナイト！ 9. LOVEマシーン(updated) 10. MC 11. One・Two・Three(updated) 12. 青春Night 13. Are you Happy? 14. わがまま 気のまま 愛のジョーク 15. What is LOVE? 16. MC 17. ここにいるぜぇ！ 特典映像 1. メイキング映像 |                                              |  |
| 52 | |                                              |  |
| | 『Hello! Project presents...「Premier seat」～モーニング娘。’21 Premium～』 2021年5月26日 - Blu-rayのみ発売 |                                              |  |
| | DISC 1 1. OPENING 2. ギューされたいだけなのに 3. KOKORO＆KARADA 4. 純情エビデンス 5. MC 6. 恋愛Destiny〜本音を論じたい〜 7. LOVEペディア 8. 恋してみたくて 9. MC 10. 愛あらば IT'S ALL RIGHT（石田・野中・牧野・森戸・北川） 11. Do it! Now（譜久村・羽賀・横山・岡村） 12. Memory 青春の光（生田・佐藤・小田・加賀・山﨑） 13. 恋ING 14. MC 15. Are you Happy? 16. One･Two･Three(updated) 17. What is LOVE? 18. スカッとMy Heart 19. ジェラシー ジェラシー 20. わがまま 気のまま 愛のジョーク 21. I surrender 愛されど愛 22. 泡沫サタデーナイト！ 特典映像 1. バックステージ映像 |                                              |  |
| 53 | |                                              |  |
| | 『モーニング娘。'21 コンサート Teenage Solution ～佐藤優樹 卒業スペシャル～』 2022年4月13日 - 佐藤優樹卒業コンサート - DVD/Blu-ray同時発売 - Blu-rayのみフォトブックレット封入 |                                              |  |
| | DISC 1 1. OPENING 2. Teenage Solution 3. MC 4. 女子かしまし物語(モーニング娘。'21 Ver.) 5. I surrender 愛されど愛 6. ナルシス カマってちゃん協奏曲第5番 7. 純情エビデンス 8. Are you Happy? 9. ロマンスに目覚める妄想女子の歌 10. MC 11. 愛してナンが悪い！？ 12. 泣き虫My Dream 13. ギューされたいだけなのに 14. ビートの惑星 15. MC 16. 二人はアベコベ （譜久村・牧野・羽賀・北川） 17. TIME IS MONEY! （佐藤・野中・横山・山﨑） 18. 信じるしか！ （生田・石田・小田・加賀・森戸・岡村） 19. 泡沫サタデーナイト！ 20. 青春Night 21. Help me！！(updated) 22. One･Two･Three(updated) 23. Tokyoという片隅 24. 君の代わりは居やしない 25. 愛の軍団 26. MC 27. このまま！ 28. 恋愛Destiny〜本音を論じたい〜 29. What is LOVE? 30. よしよししてほしいの【ENCORE】 31. わがまま 気のまま 愛のジョーク【ENCORE】 32. MC【ENCORE】 33. 笑顔の君は太陽さ【ENCORE】 （佐藤） 特典映像 1. メイキング映像 |                                              |  |
| 54 | |                                              |  |
| | 『モーニング娘。'22 CONCERT TOUR ～Never Been Better!～ 森戸知沙希卒業スペシャル』 2022年11月16日 - 森戸知沙希卒業コンサート - DVD/Blu-ray同時発売 - Blu-rayのみフォトブックレット封入・「rockin'on presents JAPAN JAM 2022」(5月1日 千葉市蘇我スポーツ公園) ライブ映像収録 |                                              |  |
| | DISC 1 1. OPENING 2. 青春Night 3. One･Two･Three(updated) 4. Teenage Solution 5. MC 6. Chu Chu Chu 僕らの未来 7. 邪魔しないで Here We Go！ 8. 愛してナンが悪い！？ 9. 笑顔YESヌード 10. 純情エビデンス 11. ビートの惑星 12. MC 13. しょうがない 夢追い人（小田・羽賀・横山・北川） 14. 恋人には絶対に知られたくない真実（譜久村・牧野・岡村） 15. 愛され過ぎることはないのよ（生田・石田・野中・加賀・森戸・山﨑） 16. I WISH 17. よしよししてほしいの 18. ジェラシー ジェラシー 19. Are you Happy? 20. TIKI BUN 21. Moonlight night ～月夜の晩だよ～ 22. ロマンスに目覚める妄想女子の歌 23. What is LOVE？ 24. MC 25. SEXY BOY～そよ風に寄り添って～ 26. このまま！ 27. 恋愛Destiny〜本音を論じたい〜 28. MC 29. 大・人生 Never Been Better! 30. MC【ENCORE】 31. みかん【ENCORE】（森戸） 32. わがまま 気のまま 愛のジョーク【ENCORE】 33. MC【ENCORE】 34. ENDLESS SKY【ENCORE】 特典映像 1. バックステージ映像 DISC 2 1. OPENING 2. ザ☆ピ～ス！(updated) 3. MC 4. 大・人生 Never Been Better! 5. ジェラシー ジェラシー 6. 泡沫サタデーナイト！ 7. MC 8. TIKI BUN 9. Teenage Solution 10. 恋愛レボリュ－ション21(updated) 11. I surrender 愛されど愛 12. 恋愛Destiny〜本音を論じたい〜 13. What is LOVE？ 14. MC 15. I WISH 特典映像 1. バックステージ映像 |                                              |  |
| 55 | |                                              |  |
| | 『モーニング娘。'22 CONCERT TOUR 〜Never Been Better! Encore〜』 2022年12月21日 - Blu-rayのみ発売 - 「ROCK IN JAPAN FESTIVAL 2022」(8月12日 千葉市蘇我スポーツ公園) ライブ映像収録 |                                              |  |
| | DISC 1 1. OPENING 2. One･Two･Three(updated) 3. 愛の軍団 4. Teenage Solution 5. MC 6. Chu Chu Chu 僕らの未来 7. 愛してナンが悪い！？ 8. SEXY BOY～そよ風に寄り添って～ 9. 恋愛Destiny〜本音を論じたい〜 10. MC 11. 信じるしか！（生田・石田・小田・加賀・岡村） 12. TIME IS MONEY!（野中・横山・山﨑） 13. 二人はアベコベ（譜久村・牧野・羽賀・北川） 14. 泣き虫My Dream 15. よしよししてほしいの 16. ジェラシー ジェラシー 17. Are you Happy? 18. TIKI BUN 19. Moonlight night ～月夜の晩だよ～ 20. ロマンスに目覚める妄想女子の歌 21. What is LOVE? 22. わがまま 気のまま 愛のジョーク 23. このまま！ 24. MC 25. 大・人生 Never Been Better! DISC 2 1. OPENING 2. 浪漫 ～MY DEAR BOY～ 3. リゾナント ブルー 4. わがまま 気のまま 愛のジョーク 5. 泡沫サタデーナイト！ 6. I surrender 愛されど愛 7. What is LOVE? 8. MC 9. そうだ！We're ALIVE(updated) 10. Help me！！(updated) 11. One･Two･Three(updated) 12. LOVEマシーン(updated) 13. 恋愛ハンター(updated) 14. 恋愛レボリュ－ション21(updated) 15. ブラボー！ 特典映像 1. メイキング映像 |                                              |  |
| 56 | |                                              |  |
| | 『モーニング娘。'22 25th ANNIVERSARY CONCERT TOUR 〜SINGIN' TO THE BEAT〜加賀楓卒業スペシャル』 2023年5月17日 - 加賀楓卒業コンサート - DVD/Blu-ray同時発売 - Blu-rayのみフォトブックレット封入 |                                              |  |
| | 1. OPENING 2. そうだ！We're ALIVE(updated) 3. 恋愛レボリューション21(updated) 4. Solo Performance 5. ムキダシで向き合って 6. 自由な国だから 7. 恋愛Destiny～本音を論じたい～ 8. まじですかスカ！【ANNIVERSARY MEDLEY】 9. ピョコピョコ ウルトラ【ANNIVERSARY MEDLEY】 10. Help me！！(updated)【ANNIVERSARY MEDLEY】 11. 青春小僧が泣いている【ANNIVERSARY MEDLEY】 12. BRAND NEW MORNING【ANNIVERSARY MEDLEY】 13. KOKORO＆KARADA【ANNIVERSARY MEDLEY】 14. Happy birthday to Me!【ANNIVERSARY MEDLEY】 15. MC 16. 忘れらんない（小田・横山） 17. Take off is now!（石田・加賀・岡村） 18. 愛して 愛して 後一分（譜久村・生田・野中・山﨑・櫻井） 19. 大きい瞳（牧野・羽賀・北川） 20. Swing Swing Paradise 21. MC 22. ジェラシー ジェラシー 23. One・Two・Three(updated) 24. ナルシス カマってちゃん協奏曲第5番 25. ビートの惑星 26. 人間関係No way way 27. ドッカ～ン カプリッチオ 28. わがまま 気のまま 愛のジョーク 29. MC 30. 歩いてる 31. 強気で行こうぜ！【ENCORE】 32. What is LOVE?【ENCORE】 33. MC【ENCORE】 34. Give me 愛【ENCORE】（加賀） 35. Ambitious！野心的でいいじゃん【ENCORE】 特典映像 1. バックステージ映像 |                                              |  |
| 57 | |                                              |  |
| | 『モーニング娘。'23 25th ANNIVERSARY CONCERT TOUR ～glad quarter-century～ at 日本武道館』 2024年2月7日 - DVD/Blu-ray同時発売（Blu-rayは2枚組） - Blu-rayのみフォトブックレット封入・「ROCK IN JAPAN FESTIVAL 2023」(8月13日 千葉市蘇我スポーツ公園)ライブ映像収録 |                                              |  |
| | DISC 1 1. OPENING 2. Happy birthday to Me! 3. Are you Happy? 4. 花が咲く 太陽浴びて 5. そうじゃない 6. What is LOVE？ 7. MC 8. モーニングコーヒー 9. 抱いてHOLD ON ME！ 10. 真夏の光線 11. LOVEマシーン 12. ハッピ－サマ－ウェディング 13. 恋愛レボリュ－ション21 14. ザ☆ピ～ス！ 15. Do it! Now 16. AS FOR ONE DAY 17. 涙が止まらない放課後 18. 大阪 恋の歌 19. Ambitious！野心的でいいじゃん 20. 悲しみトワイライト 21. リゾナント ブルー 22. なんちゃって恋愛 23. 青春コレクション 24. MC 25. 普通の少女A 26. 大好きだから絶対に許さない 27. 大好き100万点 28. なには友あれ！ 29. MC 30. この地球の平和を本気で願ってるんだよ！ 31. One・Two・Three (updated) 32. Help me！！(updated) 33. 愛の軍団 34. Password is 0 35. Oh my wish! 36. The Vision 37. ジェラシー ジェラシー 38. A gonna 39. 人生Blues 40. 純情エビデンス 41. Teenage Solution 42. Swing Swing Paradise 43. MC 44. そうだ！We're ALIVE(updated) 45. 泡沫サタデーナイト！ 46. みかん 47. HEAVY GATE【ENCORE】 48. MC【ENCORE】 49. よしよししてほしいの【ENCORE】 50. ドッカ～ン カプリッチオ【ENCORE】 51. ここにいるぜぇ！【ENCORE】 特典映像 1. バックステージ映像 2. HEAVY GATE (Music Video) DISC 2「ROCK IN JAPAN FESTIVAL 2023」 1. OPENING 2. One・Two・Three (23 Ver.) 3. HEAVY GATE 4. MC 5. 女と男のララバイゲーム 6. 愛の軍団 7. SEXY BOY～そよ風に寄り添って～ 8. 浪漫 ～MY DEAR BOY～ (23 Ver.) 9. MC 10. ハッピーサマーウェディング (23 Ver.) 11. LOVEマシーン (updated 23 Ver.) 12. 恋愛レボリュ－ション21 (updated 23 Ver.) 13. わがまま 気のまま 愛のジョーク (23 Ver.) 14. MC 15. 青空がいつまでも続くような未来であれ！ 特典映像 1. バックステージ映像 |                                              |  |
| 58 | |                                              |  |
| | 『モーニング娘。'23 コンサートツアー秋「Neverending Shine Show」SPECIAL』 2024年5月15日 - DVD/Blu-ray同時発売 - Blu-rayのみフォトブックレット封入 |                                              |  |
| | 1. OPENING 2. Wake-up Call～目覚めるとき～ 3. HEAVY GATE 4. メンバー紹介パフォーマンス 5. セクシーキャットの演説 6. 気まぐれプリンセス(23 Ver.) 7. What is LOVE?(23 Ver.) 8. 恋愛Destiny～本音を論じたい～ 9. 今すぐ飛び込む勇気 10. MC 11. トウモロコシと空と風（安倍なつみ・北川莉央・岡村ほまれ・山﨑愛生・櫻井梨央） 12. シャボン玉（保田圭・矢口真里・石川梨華・辻希美・高橋愛・道重さゆみ・田中れいな） 13. MC 14. 晴れ 雨 のち スキ ♡（安倍なつみ・保田圭・矢口真里・高橋愛・譜久村聖・羽賀朱音） 15. 愛の園～Touch My Heart!～（石川梨華・辻希美・道重さゆみ・田中れいな・牧野真莉愛・横山玲奈） 16. そうだ!We're ALIVE（安倍なつみ・保田圭・矢口真里・石川梨華・辻希美・高橋愛・道重さゆみ・田中れいな・生田衣梨奈・石田亜佑美・小田さくら・野中美希） 17. MC 18. 青春Night（佐藤優樹・森戸知沙希・譜久村聖・生田衣梨奈・石田亜佑美・小田さくら・野中美希・牧野真莉愛・羽賀朱音・横山玲奈） 19. Teenage Solution（佐藤優樹・森戸知沙希・譜久村聖・生田衣梨奈・石田亜佑美・小田さくら・野中美希・牧野真莉愛・羽賀朱音・横山玲奈・北川莉央・岡村ほまれ・山﨑愛生・櫻井梨央） 20. 好きだな君が（道重さゆみ・譜久村聖） 21. 彼と一緒にお店がしたい!（高橋愛・道重さゆみ・田中れいな・佐藤優樹・森戸知沙希・モーニング娘。'23） 22. MC 23. LOVEマシーン（安倍なつみ・保田圭・矢口真里・石川梨華・辻希美・高橋愛・ 道重さゆみ・田中れいな・佐藤優樹・森戸知沙希・モーニング娘。'23） 24. MC 25. 未来の太陽 26. ワクテカ Take a chance(updated) 27. Say Yeah!-もっとミラクルナイト- 28. What's Up?愛はどうなのよ～ 29. いきまっしょい! 30. OK YEAH! 31. Happy大作戦 32. MC 33. すっごいFEVER! 34. わがまま 気のまま 愛のジョーク(23 Ver.) 35. I surrender 愛されど愛 36. 涙ッチ 37. Neverending Shine【ENCORE】（モーニング娘。'23 feat. 譜久村聖） 38. Help me!!(updated)【ENCORE】 39. MC【ENCORE】 40. まじですかスカ!【ENCORE】 41. HEY!未来【DOUBLE ENCORE】（譜久村） 特典映像 1. バックステージ映像 |                                              |  |
| 59 | |                                              |  |
| | 『モーニング娘。'23 コンサートツアー秋「Neverending Shine Show ～聖域～」譜久村聖 卒業スペシャル』 2024年5月15日 - 譜久村聖卒業コンサート - DVD/Blu-ray同時発売 - Blu-rayのみフォトブックレット封入 |                                              |  |
| | 1. OPENING 2. Wake-up Call～目覚めるとき～ 3. HEAVY GATE 4. メンバー紹介パフォーマンス 5. セクシーキャットの演説 6. 気まぐれプリンセス(23 Ver.) 7. What is LOVE?(23 Ver.) 8. 恋愛Destiny～本音を論じたい～ 9. Only you 10. MC 11. 時空を超え 宇宙を超え 12. 愛しく苦しいこの夜に（譜久村聖・生田・石田・小田・野中・牧野・羽賀） 13. MC 14. 元気ピカッピカッ!（横山・北川・岡村・山﨑・櫻井・井上・弓桁） 15. なんざんしょ そうざんしょ 16. グルグルJUMP 17. MC 18. 好きな先輩（井上・弓桁） 19. 悲しくなるようなRainy day（生田・石田・小田・野中・羽賀） 20. 秋麗（譜久村・横山・岡村） 21. Moonlight night ～月夜の晩だよ～（牧野・北川・山﨑・櫻井） 22. 未来の太陽 23. ワクテカ Take a chance(updated) 24. Say Yeah!-もっとミラクルナイト- 25. What's Up?愛はどうなのよ～ 26. いきまっしょい! 27. OK YEAH! 28. Happy大作戦 29. MC 30. すっごいFEVER! 31. わがまま 気のまま 愛のジョーク(23 Ver.) 32. Go Girl ～恋のヴィクトリー～ 33. 涙ッチ 34. Neverending Shine【ENCORE】（モーニング娘。'23 feat. 譜久村聖） 35. One・Two・Three(23 Ver.)【ENCORE】 36. MC【ENCORE】 37. まじですかスカ!【ENCORE】 38. MC【DOUBLE ENCORE】 39. I WISH【DOUBLE ENCORE】（譜久村） 40. みかん【DOUBLE ENCORE】 特典映像 1. メイキング映像 |                                              |  |
| 60 | |                                              |  |
| | 『モーニング娘。'24 コンサートツアー春 MOTTO MORNING MUSUME。FINAL』 2024年9月25日 - DVD/Blu-ray同時発売 - Blu-rayのみフォトブックレット封入 |                                              |  |
| | 1. OPENING 2. One・Two・Three(23 Ver.) 3. Wake-up Call～目覚めるとき～ 4. Happy birthday to Me! 5. HEAVY GATE 6. MC 7. 最KIYOU 8. ギューされたいだけなのに 9. 私のなんにもわかっちゃない 10. 青春小僧が泣いている 11. KOKORO&KARADA 12. MC 13. 恋は時に（生田・石田・野中） 14. 春 ビューティフル エブリデイ（羽賀・北川） 15. Style of my love（小田・牧野） 16. INDIGO BLUE LOVE（横山・櫻井・井上） 17. 彼と一緒にお店がしたい!（岡村・山﨑） 18. 怪傑ポジティブA（生田・小田・羽賀・横山・北川・井上） 19. 色っぽいじれったい（石田・野中・牧野・岡村・山﨑・櫻井） 20. ロマンスに目覚める妄想女子の歌 21. MC 22. よしよししてほしいの 23. SONGS 24. Tokyoという片隅 25. 君さえ居れば何も要らない(updated) 26. Teenage Solution 27. 純情エビデンス 28. What is LOVE?(23 Ver.) 29. MC 30. Are you Happy? 31. 君の代わりは居やしない 32. Password is 0 33. わがまま 気のまま 愛のジョーク(23 Ver.) 34. なんだかセンチメンタルな時の歌【ENCORE】 35. HOW DO YOU LIKE JAPAN? ～日本はどんな感じでっか?～【ENCORE】 36. MC【ENCORE】 37. Be Alive【ENCORE】 38. ここにいるぜぇ!(23 Ver.)【ENCORE】 特典映像 1. バックステージ映像 |                                              |  |
| 61 | |                                              |  |
| | 『モーニング娘。'24 コンサートツアー秋 WE CAN DANCE !〜Blå Eld〜石田亜佑美 FINAL』 2025年5月28日 - DVD/Blu-ray同時発売 - 「ROCK IN JAPAN FESTIVAL 2024」(9月24日 国営ひたち海浜公園) ライブ映像収録 - Blu-rayのみフォトブックレット封入、オーディオコメンタリー収録 |                                              |  |
| | 1. OPENING 2. 勇敢なダンス 3. 最KIYOU 4. 愛の軍団 5. 恋愛レボリューション21(updated 23 Ver.) 6. MC 7. なんだかセンチメンタルな時の歌 8. 「恋人」 9. ジェラシー ジェラシー(23 Ver.) 10. 君さえ居れば何も要らない(updated) 11. 泣いちゃうかも 12. MC 13. おっちょこちょいなファンタジアロマンス（北川・岡村・山﨑） 14. 内緒だよ（小田・羽賀） 15. 会えてよかった（横山・井上） 16. 幸せ指数 発表されたい（生田・石田・野中・牧野・櫻井・弓桁） 17. 大空に向かって 18. One・Two・Three(23 Ver.) 19. ブレインストーミング(updated) 20. What is LOVE? 21. 冷たい風と片思い 22. 私は私なんだ 23. 笑えない話 24. 人生Blues 25. 踊れ!モーニングカレー 26. MC 27. HOW DO YOU LIKE JAPAN?〜日本はどんな感じでっか?〜 28. ムカ好き! 29. 青春Say A-HA 30. Wake-up Call〜目覚めるとき〜 31. わがまま 気のまま 愛のジョーク(23 Ver.) 32. MC 33. 笑顔の君は太陽さ 34. MC【ENCORE】 35. 私のでっかい花【ENCORE】 36. いいことある記念の瞬間【ENCORE】 37. MC【ENCORE】 38. ENDLESS SKY【ENCORE】 39. 青空がいつまでも続くような未来であれ!【ENCORE】 特典映像 1. バックステージ映像 DISC 2 1. OPENING 2. みかん 3. 浪漫 〜MY DEAR BOY〜(23 Ver.) 4. MC 5. HOW DO YOU LIKE JAPAN?〜日本はどんな感じでっか?〜 6. One・Two・Three(23 Ver.) 7. ハッピーサマーウェディング(23 Ver.) 8. LOVEマシーン(updated 23 Ver.) 9. MC 10. 勇敢なダンス 11. 恋愛レボリューション21(updated 23 Ver.) 12. 泡沫サタデーナイト! 13. 恋愛Destiny〜本音を論じたい〜 14. わがまま 気のまま 愛のジョーク(23 Ver.) 15. MC 16. ここにいるぜぇ!(23 Ver.) |                                              |  |
| DISC 1 1. OPENING 2. Mr.Moonlight〜愛のビッグバンド〜 3. VTR映像（メンバー紹介） 4. この地球の平和を本気で願ってるんだよ! 5. 彼と一緒にお店がしたい! 6. MC 1 7. リゾナント ブルー 8. やめてよ! シンドバッド 9. My Way〜女子校花道〜 10. MC 2 11. シルバーの腕時計 （田中・鞘師・Rap 新垣） 12. この愛を重ねて （高橋・新垣） 13. MC 3 14. 好きな先輩 （高橋・新垣） 15. MC 4 16. 電話でね （高橋愛） 17. VTR映像（〜メンバーから愛Believe〜：道重・田中） 18. SONGS 19. Give me 愛 20. MC 5 21. メドレー： 情熱のキスを一つ → 笑顔YESヌード → もっと愛してほしいの → グルグルJUMP 22. MC 6 23. OK YEAH! 24. Only you 25. まじですかスカ! 26. MC 7 27. ブラボー! | DISC 2 1. MC 8 2. 自信持って 夢を持って 飛び立つから （高橋愛） 3. MC 9 （高橋愛卒業セレモニー） 4. 友（とも） 5. 涙ッチ 【特典映像 1】 2011年9月29日公演より 1. 好きな先輩 （高橋・新垣、スペシャルゲスト：紺野・小川） 【特典映像 2】 1. 高橋愛 2011年9月30日 日本武道館 密着ドキュメント 【特典映像 3】 〜メンバーから愛 Believe〜 コメント集 1. 新垣里沙・光井愛佳 2. 新垣里沙・譜久村聖・生田衣梨奈・鞘師里保・鈴木香音 3. 道重さゆみ 4. 田中れいな・光井愛佳 5. 新垣里沙 |                                              |  |

## ミュージカル・舞台
- モーニング娘。のミュージカル LOVEセンチュリー〜夢はみなけりゃ始まらない〜（2001年10月17日、2時間26分）
  - 2005年10月26日に2ヶ月の期間限定で廉価版DVDを発売
  - パーソナルメイキングの特典映像あり
- モーニング娘。のミュージカル モーニング・タウン（2002年9月19日、2時間45分）
  - DVD・VHS同日発売
  - 2005年10月26日に2ヶ月の期間限定で廉価版DVDを発売
  - メイキング映像あり
- モーニング娘。主演ミュージカル 江戸っ娘。忠臣蔵（2003年8月27日、2時間16分）
  - DVD・VHS同日発売
  - 「江戸っ娘。忠臣蔵」舞台裏マル秘映像あり
- モーニング娘。主演2004年ミュージカル〜そして、事件は体育館で起こった。〜HELP!!熱っちぃ地球を冷ますんだっ。（2004年8月25日、2時間16分）
  - 以降DVDのみ発売
- リボンの騎士 ザ・ミュージカル（2006年11月29日、9時間3分）
  - メイキング映像・小川麻琴モーニング娘。卒業セレモニー収録
  - 以下のバージョンもDVDに含まれている
    - 安倍なつみ（フランツ王子）Ver.
    - 辻希美（ピエール）Ver.
    - 松浦亜弥（フランツ王子）Ver.
- モーニング娘。×タカラヅカ シンデレラ the ミュージカル（2008年12月3日、2時間46分）
- 舞台「ファッショナブル」DVD（2010年9月15日）
- 舞台「リボーン〜命のオーディション〜」DVD（2012年3月14日）
- 舞台「ステーシーズ」DVD（2012年9月12日）
- 演劇女子部 ミュージカル「LILIUM-リリウム 少女純潔歌劇-」DVD（2014年9月24日）
  - スマイレージと共演。
  - 本編DVDとオリジナルサウンドトラックCDの2枚組。
- 演劇女子部 ミュージカル「TRIANGLE-トライアングル-」DVD（2015年9月2日）
  - DVD2枚組(α編・β編)、オリジナルサウンドトラックCDの3枚組。
- 演劇女子部「続・11人いる! 東の地平・西の永遠」DVD（2016年10月5日）
  - DVD2枚組(EAST公演・WEST公演)、オリジナルサウンドトラックCD2枚組(EAST公演・WEST公演)の4枚組。
- 演劇女子部「ファラオの墓」DVD（2017年10月4日）
  - DVD2枚組(太陽の神殿編・月の砂漠編)、オリジナルサウンドトラックCDの3枚組。
- 演劇女子部「ファラオの墓 ～蛇王・スネフェル～」DVD（2018年9月19日）
  - 本編DVDとオリジナルサウンドトラックCDの2枚組。

## イベントV（イベント会場限定版）
| 順     | タイトル                                                              | 販売日   | 備考 |        |        |
| 2004年 | 2004年                                                                | 2004年   | 2004年 | 2004年 | 2004年 |
| ------ | --------------------------------------------------------------------- | -------- | --- | ------ | ------ |
| 1      | イベントV・浪漫 〜MY DEAR BOY〜 ディレクターズエディション            | 6月19日  | - 浪漫〜MY DEAR BOY (Director's Edition) - 浪漫〜MY DEAR BOY〜(Dance Shot Edition) - 私にとっての「浪漫」とは??〜メンバーコメント〜 |        |        |
| 2005年 |                                                                       |          | |        |        |
| 2      | イベントV・色っぽい じれったい〜マルチダンスエディション〜            | 8月27日  | - 色っぽい じれったい(Multi Dance Edition) - 色っぽい じれったい(Multi Dance Edition II) マルチアングル機能付き - 色っぽい じれったい(Close-up Edition)                                                                                   |        |        |
| 2007年 |                                                                       |          | |        |        |
| 3      | イベントV・クイズ!ハワイで悲しみトワイライト!                         | 4月29日  | - クイズ!ハワイで悲しみトワイライト! - 悲しみトワイライト(Dance Shot Ver.) |        |        |
| 2008年 |                                                                       |          | |        |        |
| 4      | イベントV・リゾナント ブルー                                          | 5月11日  | - リゾナント ブルー(One Cut Dance Ver.) - ジャケット撮影メイキング - モーニング娘。PHOTO COLLECTION |        |        |
| 5      | イベントV・ペッパー警部                                               | 10月20日 | - ペッパー警部(Another Ver.) - ペッパー警部(各メンバーClose-up Ver.) |        |        |
| 2009年 |                                                                       |          | |        |        |
| 6      | イベントV・泣いちゃうかも                                             | 2月22日  | - 泣いちゃうかも（各メンバーClose-up Ver.） |        |        |
| 7      | イベントV・しょうがない 夢追い人                                      | 5月30日  | - しょうがない 夢追い人（各メンバーVer.） |        |        |
| 8      | イベントV・なんちゃって恋愛                                           | 8月30日  | - なんちゃって恋愛（各メンバーVer.） |        |        |
| 9      | イベントV・気まぐれプリンセス                                         | 10月28日 | - 気まぐれプリンセス（各メンバーsolo Ver.） |        |        |
| 2010年 |                                                                       |          | |        |        |
| 10     | イベントV・女が目立って なぜイケナイ                                  | 3月6日   | - 女が目立って なぜイケナイ（メンバー別Close-up Ver.） |        |        |
| 11     | イベントV・青春コレクション                                           | 7月10日  | - 青春コレクション（各メンバーSolo Ver.） |        |        |
| 12     | イベントV・女と男のララバイゲーム                                     | 11月28日 | - 女と男のララバイゲーム（各メンバーSolo Ver.） |        |        |
| 2011年 |                                                                       |          | |        |        |
| 13     | イベントV・まじですかスカ!                                            | 4月23日  | - まじですかスカ!（各メンバーSolo Ver.） |        |        |
| 14     | イベントV・Only you                                                   | 7月9日   | - Only you（各メンバーSolo Ver.） |        |        |
| 15     | イベントV・彼と一緒にお店がしたい!                                    | 9月19日  | - 彼と一緒にお店がしたい!（各メンバーSolo Ver.） |        |        |
| 2012年 |                                                                       |          | |        |        |
| 16     | イベントV・ピョコピョコ ウルトラ                                      | 2月5日   | - ピョコピョコ ウルトラ（各メンバーSolo Ver.） |        |        |
| 17     | イベントV・恋愛ハンター                                               | 4月28日  | - 恋愛ハンター（各メンバーSolo Ver.） |        |        |
| 18     | イベントV・笑顔に涙〜THANK YOU! DEAR MY FRIENDS〜                     | 4月28日  | - 新垣里沙（モーニング娘。）名義 - 笑顔に涙〜THANK YOU! DEAR MY FRIENDS〜（Music Video） - 笑顔に涙〜THANK YOU! DEAR MY FRIENDS〜（Close-up Ver.）                                                                                        |        |        |
| 19     | イベントV・One・Two・Three                                            | 7月28日  | - One・Two・Three（各メンバーSolo Ver.） |        |        |
| 20     | イベントV・ワクテカ Take a chance                                     | 11月10日 | - ワクテカ Take a chance（各メンバーSolo Ver.） |        |        |
| 2013年 |                                                                       |          | |        |        |
| 21     | イベントV・Help me!!                                                  | 2月23日  | - Help me!!（各メンバーSolo Ver.） |        |        |
| 22     | イベントV・ブレインストーミング                                       | 5月5日   | - ブレインストーミング（各メンバーSolo Ver.） |        |        |
| 23     | イベントV・君さえ居れば何も要らない                                   | 5月5日   | - 君さえ居れば何も要らない（各メンバーSolo Ver.） |        |        |
| 24     | イベントV・わがまま 気のまま 愛のジョーク                             | 10月12日 | - わがまま 気のまま 愛のジョーク（各メンバーSolo Ver.） |        |        |
| 25     | イベントV・愛の軍団                                                   | 10月12日 | - 愛の軍団（各メンバーSolo Ver.） |        |        |
| 2014年 |                                                                       |          | |        |        |
| 26     | イベントV・笑顔の君は太陽さ                                           | 3月1日   | - 笑顔の君は太陽さ（各メンバーSolo Ver.） |        |        |
| 27     | イベントV・君の代わりは居やしない                                     | 3月1日   | - 君の代わりは居やしない（各メンバーSolo Ver.） |        |        |
| 28     | イベントV・時空を超え 宇宙を超え                                      | 8月12日  | - 時空を超え 宇宙を超え（各メンバーSolo Ver.） |        |        |
| 29     | イベントV・Password is {\displaystyle \scriptstyle \emptyset }        | 8月12日  | - Password is {\displaystyle \scriptstyle \emptyset }（各メンバーSolo Ver.） |        |        |
| 30     | イベントV・TIKI BUN                                                   | 11月23日 | - TIKI BUN（各メンバーSolo Ver.） |        |        |
| 31     | イベントV・シャバダバ ドゥ〜                                          | 11月23日 | |        |        |
| 32     | イベントV・見返り美人                                                 | 11月23日 | - 見返り美人（各メンバーSolo Ver.） |        |        |
| 2015年 |                                                                       |          | |        |        |
| 33     | イベントV・青春小僧が泣いている                                       | 5月3日   | - 青春小僧が泣いている（各メンバーSolo Ver.） |        |        |
| 34     | イベントV・夕暮れは雨上がり                                           | 5月3日   | - 夕暮れは雨上がり（各メンバーSolo Ver.） |        |        |
| 35     | イベントV・イマココカラ                                               | 5月3日   | - イマココカラ（各メンバーSolo Ver.） |        |        |
| 36     | イベントV・Oh my wish!                                                | 10月17日 | - Oh my wish!（各メンバーSolo Ver.） |        |        |
| 37     | イベントV・スカッとMy Heart                                           | 10月17日 | - スカッとMy Heart（各メンバーSolo Ver.） |        |        |
| 37     | イベントV・今すぐ飛び込む勇気                                         | 10月17日 | - 今すぐ飛び込む勇気（各メンバーSolo Ver.） |        |        |
| 2016年 |                                                                       |          | |        |        |
| 38     | イベントV・冷たい風と片思い                                           | 2月7日   | - 冷たい風と片思い（各メンバーSolo Ver.） |        |        |
| 39     | イベントV・ENDLESS SKY                                                | 2月7日   | - ENDLESS SKY（各メンバーSolo Ver.） |        |        |
| 40     | イベントV・One and Only                                               | 2月7日   | - One and Only（各メンバーSolo Ver.） |        |        |
| 41     | イベントV・泡沫サタデーナイト!                                        | 7月3日   | - 泡沫サタデーナイト!（各メンバーSolo Ver.） 【特典映像】 - 「泡沫サタデーナイト!」撮影メイキング映像 |        |        |
| 42     | イベントV・The Vision                                                 | 7月3日   | - The Vision（各メンバーSolo Ver.） 【特典映像】 - 「The Vision」撮影メイキング映像 |        |        |
| 43     | イベントV・Tokyoという片隅                                            | 7月3日   | - Tokyoという片隅（各メンバーSolo Ver.） 【特典映像】 - 「Tokyoという片隅」撮影メイキング映像 |        |        |
| 2017年 |                                                                       |          | |        |        |
| 44     | イベントV・セクシーキャットの演説／ムキダシで向き合って／そうじゃない | 1月9日   | - セクシーキャットの演説（Close-up Ver.） - セクシーキャットの演説（Dance Shot Ver.） - ムキダシで向き合って（Close-up Ver.） - ムキダシで向き合って（Dance Shot Ver.） - そうじゃない（Close-up Ver.） - そうじゃない（Dance Shot Ver.） |        |        |
| 45     | イベントV・BRAND NEW MORNING／ジェラシー ジェラシー                   | 5月6日   | - BRAND NEW MORNING（Close-up Ver.） - ジェラシー ジェラシー（Close-up Ver.） - モーニングみそ汁（キャンプファイヤー Ver.） |        |        |
| 46     | イベントV・邪魔しないで Here We Go!／弩級のゴーサイン／若いんだし!    | 11月12日 | - 邪魔しないで Here We Go!（Close-up Ver.） - 弩級のゴーサイン（Close-up Ver.） - 若いんだし!（Close-up Ver.） |        |        |
| 2018年 |                                                                       |          | |        |        |
| 47     | イベントV・Are you Happy?/A gonna                                     | 9月9日   | - Are you Happy?(Close-up Ver.) - A gonna(Close-up Ver.) |        |        |
| 2019年 |                                                                       |          | |        |        |
| 48     | イベントV・フラリ銀座/自由な国だから                                  | 1月14日  | - フラリ銀座(Close-up Ver.) - 自由な国だから(Close-up Ver.) - Y字路の途中(Music Video) |        |        |
| 49     | イベントV・人生Blues/青春Night                                        | 9月14日  | - 人生Blues(Close-up Ver.) - 青春Night(Close-up Ver.) |        |        |
| 2020年 |                                                                       |          | |        |        |
| 50     | イベントV・KOKORO&KARADA/LOVEペディア/人間関係No way way              | 2月23日  | - KOKORO&KARADA(Close-up Ver.) - LOVEペディア(Close-up Ver.) - 人間関係No way way(Close-up Ver.) |        |        |

コラボレーション
- イベントV・ブスにならない哲学（2011年11月23日） - ハロー!プロジェクト モベキマス名義
- イベントV・YEAH YEAH YEAH／花、闌の時（2018年10月20日） - ハロプロ・オールスターズ名義

## テレビ
2001年
- 今日のタメゴト part 1（4月25日 VHSのみ）
- 今日のタメゴト part 2（同上）
- モーニング娘。今日のタメゴト 完全版（同上）
- 今日のタメゴト part 3（8月29日 VHSのみ）
- 今日のタメゴト part 4（同上）
- モーニング娘。今日のタメゴト 完全版2（同上）

2002年
- アイドルをさがせ! ヒストリー 〜ハロプロメンバー総出演!〜（1月17日）
- モーニング娘。新春! LOVEストーリーズ ノーカット版（3月13日）
- アイドルをさがせ!ヒストリー2 〜ハロプロメンバー総出演!〜（4月3日）
- アイドルをさがせ!ヒストリー3 〜ハロプロメンバー総出演!〜（7月24日）
- アイドルをさがせ!コレクションVol.1 〜ハロプロメンバー総出演!〜（12月4日）
- アイドルをさがせ!コレクションVol.2 〜ハロプロメンバー総出演!〜（同上）
- リリパット王国 VOL.1（12月18日）

2003年
- ハロー!モーニング。 ハロモニ。劇場『バスがくるまで』 Vol.1（4月23日）
- ハロー!モーニング。 ハロモニ。劇場『バスがくるまで』 Vol.2（同上）
- ハロー!モーニング。 ハロモニ。劇場『バスがくるまで』 Vol.3（5月14日）
- ハロー!モーニング。 ミニモニ。ぴょ〜ん星人&ゴマキペンギン物語（同上）
- モーニング娘。サスペンスドラマスペシャル。『三毛猫ホームズの犯罪学講座』『おれがあいつであいつがおれで』（7月16日）
- リリパット王国 VOL.2（8月20日）
- リリパット王国 VOL.3（同上）
- リリパット王国 VOL.4（12月17日）
- ハロー!モーニング。 ハロモニ。劇場 Vol.4『昼下がりのモーママたち&バスがくるまで』（12月26日）
- ハロー!モーニング。 ハロモニ。劇場 Vol.5『駅前交番物語&医者がくるまで』（同上）

2004年
- リリパット王国 VOL.5（3月31日）
- それゆけ!ゴロッキーズ 〜ハッピーライフ〜 上巻（7月22日）
- それゆけ!ゴロッキーズ 〜ハッピーライフ〜 下巻（同上）
- ハロー!モーニング。 ハロモニ。劇場 Vol.6『駅前交番物語』（7月28日）
- ハロー!モーニング。 ハロモニ。劇場 Vol.7『駅前交番物語 特別編』（同上）
- セクシー女塾 〜怒涛のセクシー試練・その歴史〜 上巻（8月4日）
- セクシー女塾 〜怒涛のセクシー試練・その歴史〜 下巻（同上）
- それゆけ!ゴロッキーズ 〜ハッピーライフ〜 EXTRA（12月8日）
- セクシー女塾 〜怒涛のセクシー試練・その歴史〜 EXTRA（同上）

2005年
- 二人ゴト 〜○○とあなた〜 総集編 Vol.1（3月24日）
- 二人ゴト 〜○○とあなた〜 総集編 Vol.2（同上）
- 二人ゴト 〜○○とあなた〜 総集編 Vol.3（4月27日）
- 二人ゴト 〜○○とあなた〜 総集編 Vol.4（同上）
- 娘DOKYU! Vol.1（12月14日）
- 娘DOKYU! Vol.2（同上）
- ハロー!モーニング。 ハロモニ。劇場 Vol.8『公園通り三丁目』（12月21日）
- ハロー!モーニング。 ハロモニ。劇場 Vol.9『公園通り三丁目&三丁目飯店』（同上）

2006年
- ハローキッズ VOL.1（2月22日）
- ハローキッズ VOL.2（同上）
- 娘DOKYU! Vol.3（7月26日）
- 娘DOKYU! Vol.4（同上）
- 娘DOKYU! Vol.5（10月18日）
- 娘DOKYU! Vol.6（同上）
- ハロプロアワー Vol.1（11月22日）
- ハロプロアワー Vol.2（同上）
- ハロプロアワー Vol.3（12月27日）
- ハロプロアワー Vol.4（同上）

2007年
- ハロプロアワー Vol.5（1月24日）
- ハロプロアワー Vol.6（同上）
- ハロー!モーニング。 ハロモニ。劇場 Vol.10『駅前広場にて』（2月28日）
- ハロプロアワー Vol.7（3月7日）
- ハロプロアワー Vol.8（同上）
- ハロプロアワー Vol.9（3月21日）
- 歌ドキッ! POP CLASSICS Vol.1（同上）
- 歌ドキッ! POP CLASSICS Vol.2（同上）
- 娘DOKYU!『絵流田4丁目の人々』Vol.1（6月13日）
- 娘DOKYU!『絵流田4丁目の人々』Vol.2（同上）
- 娘DOKYU!『絵流田4丁目の人々』Vol.3（7月4日）
- 歌ドキッ! POP CLASSICS Vol.3（8月22日）
- 歌ドキッ! POP CLASSICS Vol.4（同上）
- 歌ドキッ! POP CLASSICS Vol.5（10月24日）
- 歌ドキッ! POP CLASSICS Vol.6（同上）

2008年
- 歌ドキッ! POP CLASSICS Vol.7（1月23日）
- 歌ドキッ! POP CLASSICS Vol.8（同上）
- 歌ドキッ! POP CLASSICS Vol.9（4月9日）
- 歌ドキッ! POP CLASSICS Vol.10（同上）
- 歌ドキッ! POP CLASSICS Vol.11（5月21日）
- 歌ドキッ! POP CLASSICS Vol.12（同上）

2009年
- よろセン! Vol.1（9月30日）
- よろセン! Vol.2（同上）
- よろセン! Vol.3（10月28日）
- よろセン! Vol.4（同上）
- よろセン! Vol.5（11月25日）
- よろセン! Vol.6（同上）
- よろセン! Vol.7（12月23日）

2010年
- 美女学 Vol.1（12月29日）
- 美女学 Vol.2（同上）

2011年
- 美女学 Vol.3（2月2日）
- 美女学 Vol.4（同上）
- 美女学 Vol.5（3月2日）
- 美女学 Vol.6（同上）
- 美女学 Vol.7（4月6日）
- 美女学 Vol.8（同上）
- 美女学 Vol.9（6月8日）
- 美女学 Vol.10（同上）
- 美女学 Vol.12（7月6日）
- 美女学 Vol.13（9月7日）
- ハロプロ!TIME Vol.1（11月9日）
- ハロプロ!TIME Vol.2（12月7日）

2012年
- ハロプロ!TIME Vol.3（2月1日）
- ハロプロ!TIME Vol.4（3月7日）
- ハロプロ!TIME Vol.5（3月21日）
- ハロプロ!TIME Vol.6（4月4日）
- ハロプロ!TIME Vol.7（5月23日）
- ハロプロ!TIME Vol.8（6月27日）
- ハロプロ!TIME Vol.9（同上）
- ハロプロ!TIME Vol.10（7月25日）
- ハロプロ!TIME Vol.11（同上）
- ハロプロ!TIME Vol.12（9月5日）
- ハロプロ!TIME Vol.13（同上）
- ハロプロ!TIME Vol.14（10月17日）
- ハロプロ!TIME Vol.15（同上）
- ハロプロ!TIME Vol.16（11月7日）
- ハロプロ!TIME Vol.17（同上）
- ハロプロ!TIME Vol.18（11月28日）
- ハロプロ!TIME Vol.19（同上）
- ハロプロ!TIME Vol.20（12月19日）
- ハロプロ!TIME Vol.21（同上）

2013年
- めちゃイケ 赤DVD 第3巻 モーニング娘。の修学旅行 岡村女子高等学校。（12月7日）[4][5]
- めちゃイケ 赤DVD 第4巻 モーニング娘。の期末テスト・体育祭 岡村女子高等学校。2（12月7日）[4][5]

## 映画
- モーニング刑事。抱いてHOLD ON ME!（1998年9月2日、VHSのみ）
- モーニング娘。in ピンチランナー（2000年10月21日）
- モー娘。走る! ピンチランナー（2000年11月21日）
- モーニング刑事。抱いてHOLD ON ME!（2000年12月8日）
- ナマタマゴ（2002年5月15日）
- とっかえっ娘。（2002年7月17日）
- メイキング・オブ 仔犬ダンの物語（2003年1月21日）
- 仔犬ダンの物語（2003年6月21日）
- 梨華&美貴 素顔の17才 〜メイキングオブ「17才 〜旅立ちのふたり〜」〜（2003年10月21日）
- 17才 旅立ちのふたり（2004年4月21日）

## イメージビデオ
- ハロハロ! モーニング娘。6期メンバーDVD（2003年7月16日）
- アロハロ! モーニング娘。さくら組&おとめ組 DVD（2003年11月6日）
- アロハロ! モーニング娘。DVD〜モーニング娘。のハワイトライアル!〜（2004年11月3日）
- モーニング娘。DVD in 香港（2005年12月7日）
- アロハロ!2 モーニング娘。DVD（2007年7月11日）
- アロハロ!3 モーニング娘。DVD（2008年12月24日）
- アロハロ!4 モーニング娘。DVD（2010年6月16日）
- アロハロ!4 モーニング娘。Blu-ray Disc（2010年11月24日）
- アロハロ!5 モーニング娘。DVD（2011年9月28日）
- アロハロ!5 モーニング娘。Blu-ray Disc（2011年11月2日）
- アロハロ!6 モーニング娘。DVD/Blu-ray Disc（2012年12月26日）
- アロハロ! モーニング娘。6期 DVD（2013年1月26日）
- アロハロ! モーニング娘。9・10期 DVD（2013年1月26日）
- アロハロ!7 モーニング娘。DVD/Blu-ray Disc（2015年1月7日）※モーニング娘。'14名義

## デジタル写真集＋動画
- Riho+Masaki［モーニング娘。］鞘師里保＋佐藤優樹（2012年7月4日、長野博文・三浦洋平撮影、ファンプラス・GザテレビジョンPLUS配信）

## ファンクラブ限定リリース
2003年
- モーニング娘。ファンクラブツアー in ハワイDVD（12月20日）

2004年
- モーニング娘。〜ベストショット〜Vol.1（2月21日）
- モーニング娘。〜ベストショット〜Vol.2（6月11日）
- モーニング娘。〜ベストショット〜Vol.3（9月14日）
- モーニング娘。〜ベストショット〜Vol.4（12月10日）
- モーニング娘。ファンクラブツアー in ハワイ（同上）

2005年
- モーニング娘。“熱っちぃ地球を冷ますんだっ。”文化祭2004 〜STOP!地球温暖化〜（1月21日）
- Hello! Project 2005 Winter 〜A HAPPY NEW POWER! 紅組〜（4月19日）
- モーニング娘。〜ベストショット〜BEST☆（8月19日）
- 魔女っ娘。梨華ちゃんのマジカル美勇伝 Special Selection Vol.1〜2（9月7日）
- モーニング娘。の地球温暖化の恐怖 〜どうする日本!どうするあなた?〜（10月8日）
- モーニング娘。ファンクラブツアー in 香港2005（12月13日）

2006年
- モーニング娘。“熱っちぃ地球を冷ますんだっ。”文化祭2005 in 横浜（1月28日）
- 美少女教育II 〜森のお勉強会編〜（2月14日）
- AYAKAのとつげき英会話 Vol.1〜3（3月15日）
- Hello! Project 2006 Winter 〜ワンダフルハーツ〜（4月15日）
- モーニング娘。“熱っちぃ地球を冷ますんだっ。”文化祭2006 in 横浜（12月16日）

2007年
- モーニング娘。 on Hello! Project 2007 Winter 〜ワンダフルハーツ 乙女Gocoro〜（3月30日）
- モーニング娘。ファンクラブツアー in Hawaii（7月26日）
- モーニング娘。誕生10年記念隊コンサートツアー2007夏 〜サンキュー My Dearest〜 DVD PAMPHLET（8月11日）
- MORNING DAYS 1（9月26日）

2008年
- モー10。トークショー vol.1 〜大阪9/15&16編〜（1月下旬）
- モー10。トークショー vol.2 〜東京9/23編〜（2月下旬）
- モー10。トークショー vol.3 〜東京9/24編〜（同上）
- モーニング娘。“熱っちぃ地球を冷ますんだっ。”文化祭2007 in 横浜（同上）
- モーニング娘。10周年スペシャル企画『中澤裕子&安倍なつみ Memorial Party』ファンの集い（同上）
- MORNING DAYS 2（3月26日）
- MORNING DAYS 3（7月下旬）
- モーニング娘。 ハワイツアー 2008〜Aloha To You〜（11月下旬）

2009年
- 高橋愛の苺いちえ vol.1（7月下旬）
- モーニング娘。アメリカ初上陸ライブ（9月下旬）
- Mornig Days 4（12月下旬）

2010年
- モーニング娘。FCイベント 〜Morning Labo!〜（3月下旬）
- 高橋愛の苺いちえ vol.2（4月下旬）
- モーニング娘。 Fanclub Tour in HAWAII 2010（5月下旬）
- Mornig Days 5（6月下旬）
- モーニング娘。フランス初上陸ライブ 〜オフショット満載 密着96時間〜（8月下旬）
- モーニング娘。5期メンバーFCイベント「～ごきげん4エバー2010夏～」（9月下旬）
- 亀井絵里＆ジュンジュン＆リンリン FCイベント（11月下旬）
- Mornig Days 6（12月下旬）
- Morning Days FCツアー 特別編 亀井絵里・ジュンジュン・リンリン 卒業旅行 in 愛知バスツアー（12月下旬）

2011年
- モーニング娘。9期メンバーお披露目イベント（2月下旬）
- モーニング娘。FCイベント 〜Morning Labo! II〜（3月下旬）
- Mornig Days 7（6月下旬）
- 愛佳のANNEXイベント 〜パステルカラーDays〜（7月下旬）
- Morning Days 8（8月下旬）
- 高橋愛 愛's Holiday（9月下旬）
- モーニング娘。Fanclub Tour in HAWAII2011 summer 〜Aloha Kakou〜（9月下旬）
- Morning Days Happy Holiday 特別編 高橋愛ファンクラブツアー in 福井（10月下旬）
- Morning Days 9（11月下旬）
- モーニング娘。新垣里沙＆譜久村聖バースデーイベント（11月下旬）
- Morning Days 10（12月下旬）

2012年
- モーニング娘。10期メンバーお披露目イベント（1月下旬）
- 愛佳のANNEXイベント 〜パステルカラーDays 2〜（2月下旬）
- モーニング娘。FCイベント 〜Morning Labo! III〜（3月下旬）
- モーニング娘。ANNEXイベント 〜祝・入学式〜（4月下旬）
- 〜Morning Days Happy Holiday〜新垣里沙 ファンクラブツアー in 静岡（5月31日）
- 生田衣梨奈が5号車に！新垣里沙ファンクラブツアー in 静岡（5月31日）
- Morning Days 11〜新垣里沙＆田中れいな in 福岡〜（6月29日）
- モーニング娘。9期メンバーイベント＆10期メンバーイベント（6月29日）
- Morning Days 12〜新垣里沙＆道重さゆみ in 山口〜（7月31日）
- モースマ。FCイベント〜ガチ☆キラ〜（7月31日）
- モーニング娘。Fanclub Tour In Hawaii 2012 Summer（9月30日）
- モーニング娘。10期メンバーイベント 〜祝1周年！〜（10月31日）
- 新垣さんを応援する会 第一回会合（11月30日）
- 譜久村聖＆飯窪春菜＆工藤遥BDイベント〜中高生NIGHT!!〜（12月21日）
- 田中れいなBDイベント〜おつかれいな会。みんな集合せよ〜（12月21日）

2013年
- 石田亜佑美バースデーイベントDX〜9期メンの2人を迎えて〜（2月下旬）
- モーニング娘。FCイベント2013 WINTER 〜Morning Labo! IV〜（3月29日）
- モーニング娘。9・10期メンバー WEBトーク 本気DE飛跳！Part.2（5月31日）
- モーニング娘。6期メンバー 道重さゆみ＆田中れいな ファンクラブイベント（5月31日）
- 鞘師里保バースデーイベント・佐藤優樹バースデーイベント（6月28日）
- Morning Days Happy Holiday〜道重さゆみ バースデーファンクラブツアー in 茨城（9月上旬）
- 新垣さんを応援する会 第二回会合〜生田の誕生日だけど、やっぱり今日も新垣さんを応援する会〜/鈴木香音バースデーイベント〜音の香りゆく15祭〜（10月中旬）
- 譜久村聖＆工藤遥バースデーイベント2013・飯窪春菜バースデーイベント2013（12月中旬）

2014年
- Hello! Project FCイベント2013 ～Hello! Xmas Days♥～モーニング娘。（3月上旬）
- モーニング娘。'14 FCイベント〜プレモニ。〜（4月中旬）
- 石田亜佑美バースデーイベント2014 / 小田さくらバースデーイベント2014〜さくらのしらべ3〜（5月上旬）
- モーニング娘。'14 バースデーイベント2014"鞘師里保＆佐藤優樹"（7月上旬）
- Morning Days Happy Holiday 道重さゆみバースデーファンクラブツアー in 山口（8月上旬）
- モーニング娘。'14 バースデーイベント2014“生田衣梨奈＆鈴木香音”（9月上旬）
- モーニング娘。'14 小田さくら WEBトーク『さくらさくらじお』Part.1（10月上旬）
- モーニング娘。'14ファンクラブツアー in HAWAII 〜Me ka aloha pumehana!!〜（10月中旬）
- モーニング娘。'14 譜久村聖バースデーイベント2014（12月中旬）
- モーニング娘。'14バースデーイベント2014“飯窪春菜&工藤遥”（12月中旬）

2015年
- Hello! Project FCイベント2014 ～Hello! Xmas Days2♥～モーニング娘。'14（2月上旬）
- モーニング娘。12期メンバーFCイベント（3月上旬）
- モーニング娘。'15 石田亜佑美バースデーイベント/小田さくらバースデーイベント～さくらのしらべ4～（5月上旬）
- モーニング娘。'15 鞘師里保＆佐藤優樹 バースデーイベント（7月上旬）
- モーニング娘。'15 生田衣梨奈＆鈴木香音バースデーイベント（9月上旬）
- モーニング娘。'15 飯窪春菜＆野中美希バースデーイベント（12月上旬）
- モーニング娘。'15 譜久村聖＆工藤遥バースデーイベント～ふくどぅーBirthday Party！（12月上旬）

2016年
- モーニング娘。'15 FCイベント ～13人がかりのクリスマス～（1月上旬）
- Morning Days Happy Holiday 鞘師里保ファンクラブツアー in 房総（3月上旬）
- モーニング娘。'16 12期メンバー WEBトーク「12期リレー」Part.1（4月上旬）
- モーニング娘。'16 石田亜佑美&牧野真莉愛バースデーイベント（4月上旬）
- モーニング娘。'16 小田さくらバースデーイベント～さくらのしらべ5～＆尾形春水バースデーイベント（5月上旬）
- モーニング娘。'16 鈴木香音FCイベント（7月上旬）
- モーニング娘。'16 佐藤優樹&羽賀朱音バースデーイベント（7月上旬）
- モーニング娘。'16 生田衣梨奈バースデーイベント（9月上旬）
- モーニング娘。'16 牧野真莉愛～まりあん♡LOVEりん 散歩りん♡～（10月上旬）
- モーニング娘。'16 工藤遥＆野中美希バースデーイベント（12月上旬）

2017年
- モーニング娘。'16 譜久村聖＆飯窪春菜バースデーイベント（1月上旬）
- モーニング娘。'16×アンジュルム FCイベント「ガチ☆キラ クリスマス戦」（モーニング娘。'16）（2月上旬）
- モーニング娘。'17 石田亜佑美＆牧野真莉愛バースデーイベント（3月上旬）
- モーニング娘。'16×アンジュルム FCイベント「ガチ☆キラ クリスマス戦」（モーニング娘。'16×アンジュルム）（3月上旬）
- モーニング娘。'17 13期メンバーFCイベント（4月上旬）
- Morning Days Happy Holiday 譜久村聖・石田亜佑美 ファンクラブツアー in 山梨（4月上旬）
- モーニング娘。'17 尾形春水＆羽賀朱音バースデーイベント（5月上旬）
- モーニング娘。'17 小田さくらバースデーイベント～さくらのしらべ6～（5月上旬）
- 和田彩花(アンジュルム)と飯窪春菜(モーニング娘。'17)in熱海(タイトル仮)（5月下旬）
- モーニング娘。'17 佐藤優樹バースデーイベント（7月上旬）
- モーニング娘。'17 生田衣梨奈バースデーイベント（9月上旬）
- モーニング娘。'17 12期メンバー WEBトーク「12期リレー」Part.2（9月上旬）
- モーニング娘。'17 工藤遥バースデーイベント（12月上旬）
- モーニング娘。'17 譜久村聖バースデーイベント（12月上旬）
- モーニング娘。'17 野中美希バースデーイベント（12月上旬）

2018年
- Morning Days Happy Holiday 10期メンバー 飯窪春菜・石田亜佑美・佐藤優樹・工藤遥 ファンクラブツアー in 山梨（1月上旬）
- モーニング娘。'17 飯窪春菜・加賀楓バースデーイベント（1月上旬）
- モーニング娘。'17 クリスマスFCイベント ～プレモニ。2～（2月上旬）
- モーニング娘。'18 石田亜佑美バースデーイベント（3月上旬）
- モーニング娘。'18 尾形春水・牧野真莉愛バースデーイベント（4月上旬）
- モーニング娘。'18/カントリー・ガールズ 森戸知沙希バースデーイベント（4月上旬）
- モーニング娘。'18 羽賀朱音・横山玲奈バースデーイベント（5月上旬）
- モーニング娘。'18 小田さくらバースデーイベント～さくらのしらべ7～（5月上旬）
- モーニング娘。'18 佐藤優樹バースデーイベント（7月上旬）
- モーニング娘。'18 12期メンバー 尾形春水・野中美希・牧野真莉愛・羽賀朱音FCイベント（8月上旬）
- モーニング娘。'18 13期メンバーWebトーク『リバーシブルラジオ』（8月上旬）
- モーニング娘。'18 生田衣梨奈バースデーイベント（9月上旬）
- モーニング娘。'18 FCイベント ～結成記念 プレモニ。大感謝祭！22年目もいきまっしょい！～（11月上旬）
- モーニング娘。'18 譜久村聖・野中美希バースデーイベント（12月上旬）

2019年
- モーニング娘。'18 飯窪春菜・加賀楓バースデーイベント（1月上旬）
- Morning Days Happy Holiday 飯窪春菜ファンクラブツアー in 鬼怒川（2月上旬）
- モーニング娘。'18 FCイベント 〜プレモニ。クリスマス会〜（2月上旬）
- モーニング娘。'19 石田亜佑美バースデーイベント（4月上旬）
- モーニング娘。'19 牧野真莉愛・横山玲奈バースデーイベント（4月上旬）
- モーニング娘。'19/カントリー・ガールズ 森戸知沙希バースデーイベント（5月上旬）
- モーニング娘。'19 小田さくらバースデーイベント～さくらのしらべ8～/モーニング娘。'19 羽賀朱音バースデーイベント（5月上旬）
- モーニング娘。'19 佐藤優樹バースデーイベント（7月上旬）
- モーニング娘。'19 譜久村聖・アンジュルム 竹内朱莉FCイベント（9月上旬）
- モーニング娘。'19 生田衣梨奈バースデーイベント（9月上旬）
- モーニング娘。'19 15期メンバーFCイベント（10月上旬）
- モーニング娘。'19 13期メンバーWebトーク『リバーシブルラジオ』Part2（11月上旬）
- モーニング娘。'19 譜久村聖バースデーイベント（12月上旬）

2020年
- モーニング娘。'19 石田亜佑美＆カントリー・ガールズ 山木梨沙FCイベント ～ #ついに山木と石田がイベントするってよ ～（1月上旬）
- モーニング娘。'19 野中美希・加賀楓バースデーイベント（1月上旬）
- モーニング娘。'19 FCイベント 〜プレモニ。クリスマス会〜（2月上旬）
- モーニング娘。'20 石田亜佑美バースデーイベント（4月上旬）
- モーニング娘。'20 牧野真莉愛・横山玲奈バースデーイベント（4月上旬）
- モーニング娘。'20 森戸知沙希バースデーイベント（4月上旬）
- モーニング娘。'20 小田さくらバースデーイベント～さくらのしらべ9～（9月上旬）
- モーニング娘。'20 羽賀朱音・北川莉央バースデーイベント（10月上旬）
- モーニング娘。'20 岡村ほまれ・山﨑愛生バースデーイベント（10月上旬）
- モーニング娘。'20 15期メンバーWebトーク『Three stations』（10月上旬）
- モーニング娘。'20 生田衣梨奈バースデーイベント（11月上旬）
- モーニング娘。'20 譜久村聖バースデーイベント（12月上旬）

2021年
- モーニング娘。'20 野中美希・加賀楓バースデーイベント（1月上旬）
- モーニング娘。'20 15期メンバーFCイベント ～祝イチゴ一年～（1月上旬）
- モーニング娘。'20 FCイベント ～プレモニ。クリスマス会～（2月上旬）
- モーニング娘。'21 譜久村聖・生田衣梨奈FCイベント 新創世記 ファンタジーDX ～10周年を迎えて～（3月上旬）
- モーニング娘。'21 石田亜佑美バースデーイベント（3月上旬）
- モーニング娘。'21 牧野真莉愛・横山玲奈バースデーイベント（4月上旬）
- モーニング娘。'21 森戸知沙希バースデーイベント（4月上旬）
- モーニング娘。'21 小田さくらバースデーイベント〜さくらのしらべ10〜（5月上旬）
- モーニング娘。'21 羽賀朱音・北川莉央バースデーイベント（5月上旬）
- モーニング娘。'21 生田衣梨奈・山﨑愛生バースデーイベント（9月上旬）
- モーニング娘。'21 15期メンバーWebトーク『Three stations』Part2（10月上旬）
- モーニング娘。'21 譜久村聖・岡村ほまれバースデーイベント（12月上旬）
- モーニング娘。'21 10期メンバー 石田亜佑美＆佐藤優樹FCイベント〜ひよこが10年経ったら、さぁ何になる？〜『まーバースデーやってないよ。せめて衣装だけ着させて!』『いや、タイトル長いよ!』（12月上旬）

2022年
- モーニング娘。'21 野中美希・加賀楓バースデーイベント（1月上旬）
- モーニング娘。'21 FCイベント ～娘。×FAN×Fun！×クリスマス～（2月上旬）
- モーニング娘。'22 石田亜佑美バースデーイベント（3月上旬）
- モーニング娘。'22 牧野真莉愛・横山玲奈バースデーイベント（4月上旬）
- モーニング娘。'22 森戸知沙希バースデーイベント（4月上旬）
- モーニング娘。'22 小田さくらバースデーイベント〜さくらのしらべ11〜（5月上旬）
- モーニング娘。'22 羽賀朱音・北川莉央バースデーイベント（5月上旬）
- モーニング娘。'22 譜久村聖＆アンジュルム 竹内朱莉FCイベントふくたけ14周年!〜H!P EGG We are No.1!〜（8月上旬）
- モーニング娘。'22 岡村ほまれ・山﨑愛生バースデーイベント（8月上旬）
- モーニング娘。'22 生田衣梨奈バースデーイベント（9月上旬）
- モーニング娘。'22 15期メンバーWebトーク『Three stations』Part3（10月上旬）

2023年
- モーニング娘。'22 譜久村聖・櫻井梨央バースデーイベント（1月上旬）
- モーニング娘。'22 小田さくら加入10周年記念FCイベント ～小田ちゃんと愉快な娘。たち～（1月上旬）
- Morning Musume。'22 Miki Nonaka Birthday Event/モーニング娘。'22 加賀楓バースデーイベント（1月上旬）
- モーニング娘。'22 FCイベント 〜娘。×FAN×Fun！×クリスマス〜（2月上旬）
- モーニング娘。'23 石田亜佑美バースデーイベント（3月上旬）
- モーニング娘。'23 牧野真莉愛・横山玲奈バースデーイベント（4月上旬）
- モーニング娘。'23 小田さくらバースデーイベント 〜さくらのしらべ12〜（5月上旬）
- モーニング娘。'23 羽賀朱音・北川莉央バースデーイベント（6月上旬）
- モーニング娘。'23 岡村ほまれ・山﨑愛生バースデーイベント（8月上旬）
- モーニング娘。'23 生田衣梨奈バースデーイベント/モーニング娘。'23 新メンバーおひろめFCイベント～17期 井上春華・弓桁朱琴～（9月上旬）
- Morning Days Happy Holiday 9期メンバー 譜久村聖・生田衣梨奈ファンクラブツアー in 群馬（10月上旬）
- モーニング娘。'23 譜久村聖バースデーイベント ～MIZUKINGDOMでキラーン☆～（12月上旬）

2024年
- Morning Musume。'23 Miki Nonaka Birthday Event/モーニング娘。'23 櫻井梨央バースデーイベント（1月上旬）
- モーニング娘。'23 FCイベント ～娘。×FAN×Fun！×クリスマス～（2月上旬）
- モーニング娘。'24 石田亜佑美バースデーイベント（4月上旬）
- モーニング娘。'24 牧野真莉愛・横山玲奈バースデーイベント（4月上旬）
- モーニング娘。'24 羽賀朱音・北川莉央バースデーイベント（5月上旬）
- モーニング娘。'24 小田さくらバースデーイベント 〜さくらのしらべ13〜（5月上旬）
- モーニング娘。'24 16期メンバーWebトーク『ラジリオ～櫻井の時間～』（5月上旬）
- モーニング娘。'24 岡村ほまれ・井上春華バースデーイベント（7月上旬）
- モーニング娘。'24 生田衣梨奈・山﨑愛生バースデーイベント（8月上旬）
- Morning Days Happy Holiday 15期メンバー 北川莉央・岡村ほまれ・山﨑愛生ファンクラブツアー in 信州（8月上旬）
- モーニング娘。'24 野中美希・牧野真莉愛・羽賀朱音FCイベント 〜THE JUUNIKI 2024〜／モーニング娘。'24 弓桁朱琴バースデーイベント（11月上旬）
- モーニング娘。'24 16期メンバーWebトーク『ラジリオ〜櫻井の時間〜』Part2（12月上旬）

2025年
- Morning Musume。'24 Miki Nonaka Birthday Event/モーニング娘。'24 櫻井梨央バースデーイベント（1月上旬）
- モーニング娘。'24 FCイベント 〜娘。×FAN×Fun!×クリスマス〜（2月上旬）
- モーニング娘。'25 牧野真莉愛・横山玲奈バースデーイベント（4月上旬）
- モーニング娘。'25 小田さくらバースデーイベント 〜さくらのしらべ14〜（5月上旬）
- モーニング娘。'25 羽賀朱音・北川莉央バースデーイベント（5月上旬）

## 会場限定販売DVD
DVDマガジンなどがコンサートやイベントなどの会場限定で販売されている。一部はファンクラブ会員を対象にした通信販売も行われている。
2004年
- モーニング娘。コンサート2004春 The BEST of Japan DVDパンフレット（4月3日）
- モーニング娘。DVD MAGAZINE Vol.1（5月29日）
- モーニング娘。の奇跡の星・地球 〜熱っちぃ地球を冷ますんだっ。〜（6月19日）
- モーニング娘。辻☆加護卒業メモリアル（7月31日）
- モーニング娘。DVD MAGAZINE Vol.2（8月21日）

2005年
- モーニング娘。飯田圭織卒業メモリアル（1月3日）
- モーニング娘。DVD MAGAZINE Vol.3（3月5日）
- モーニング娘。石川梨華卒業メモリアル（4月9日）
- モーニング娘。DVD MAGAZINE Vol.4（8月20日）
- モーニング娘。DVD MAGAZINE Vol.5（10月15日）

2006年
- モーニング娘。DVD MAGAZINE Vol.6（2月25日）
- モーニング娘。紺野あさ美卒業メモリアル（7月9日）
- モーニング娘。小川麻琴卒業メモリアル（同上）
- モーニング娘。DVD MAGAZINE Vol.7+美勇伝 DVD MAGAZINE Vol.2（8月1日）
- モーニング娘。DVD MAGAZINE Vol.8（9月16日）
- モーニング娘。DVD MAGAZINE Vol.9（9月30日）
- モーニング娘。DVD MAGAZINE Vol.10（同上）

2007年
- モーニング娘。DVD MAGAZINE Vol.11（3月17日）
- モーニング娘。DVD MAGAZINE Vol.12（同上）
- モーニング娘。吉澤ひとみ 卒業メモリアル（4月28日）
- モー。10 DVD VOL.1（9月15日）
- モーニング娘。DVD MAGAZINE Vol.13（9月22日）
- モーニング娘。DVD MAGAZINE Vol.14（10月7日）
- モーニング娘。DVD MAGAZINE Vol.15（10月20日）

2008年
- モーニング娘。DVD MAGAZINE Vol.16（3月22日）
- モーニング娘。DVD MAGAZINE Vol.17（5月3日）
- モーニング娘。DVD MAGAZINE Vol.18（8月6日）
- モーニング娘。DVD MAGAZINE Vol.19（10月4日）
- モーニング娘。DVD MAGAZINE Vol.20（9月27日）
- モーニング娘。DVD MAGAZINE Vol.21（11月1日）

2009年
- モーニング娘。DVD MAGAZINE Vol.22（3月20日）
- モーニング娘。DVD MAGAZINE Vol.23（4月18日）
- モーニング娘。DVD MAGAZINE Vol.24（同上）
- モーニング娘。DVD MAGAZINE Vol.25（6月6日）
- モーニング娘。DVD MAGAZINE Vol.26（9月19日）
- モーニング娘。DVD MAGAZINE Vol.27（同上）
- モーニング娘。DVD MAGAZINE Vol.28（10月11日）
- 久住小春卒業メモリアルDVD（12月5日）

2010年
- モーニング娘。DVD MAGAZINE Vol.29（3月19日）
- モーニング娘。DVD MAGAZINE Vol.30（4月17日）
- モーニング娘。DVD MAGAZINE Vol.31（同上）
- モーニング娘。DVD MAGAZINE Vol.32（6月11日）
- モーニング娘。DVD MAGAZINE Vol.33（9月18日）
- モーニング娘。DVD MAGAZINE Vol.34（同上）
- モーニング娘。DVD MAGAZINE Vol.35（10月10日）
- モーニング娘。亀井絵里卒業メモリアル（11月13日）
- モーニング娘。ジュンジュン＆リンリン卒業メモリアル（同上）

2011年
- モーニング娘。DVD MAGAZINE Vol.36（4月3日）
- モーニング娘。DVD MAGAZINE Vol.37（同上）
- モーニング娘。DVD MAGAZINE Vol.38（4月24日）
- モーニング娘。DVD MAGAZINE Vol.39（9月3日）
- モーニング娘。高橋愛卒業メモリアル（9月25日）
- モーニング娘。DVD MAGAZINE Vol.40（9月29日）

2012年
- モーニング娘。DVD MAGAZINE Vol.41（2月18日）
- モーニング娘。DVD MAGAZINE Vol.42（同上）
- モーニング娘。DVD MAGAZINE Vol.43（4月14日）
- モーニング娘。新垣里沙卒業メモリアル（4月29日）
- モーニング娘。光井愛佳卒業メモリアル（5月18日）
- モーニング娘。DVD MAGAZINE Vol.44（9月15日）
- モーニング娘。DVD MAGAZINE Vol.45（同上）
- モーニング娘。DVD MAGAZINE Vol.46（同上）
- モーニング娘。DVD MAGAZINE Vol.47（10月28日）

2013年
- モーニング娘。DVD MAGAZINE Vol.48（3月16日）
- モーニング娘。DVD MAGAZINE Vol.49（同上）
- モーニング娘。DVD MAGAZINE Vol.50（同上）
- モーニング娘。田中れいな卒業メモリアル（同上）
- モーニング娘。DVD MAGAZINE Vol.51（4月20日）
- モーニング娘。DVD MAGAZINE Vol.52（6月12日）
- モーニング娘。DVD MAGAZINE Vol.53（9月21日）
- モーニング娘。DVD MAGAZINE Vol.54（同上）
- モーニング娘。DVD MAGAZINE Vol.55（10月20日）
- モーニング娘。DVD MAGAZINE Vol.56（同上）
- モーニング娘。DVD MAGAZINE Vol.57（12月7日）
- モーニング娘。DVD MAGAZINE Vol.58（3月15日）
- モーニング娘。DVD MAGAZINE Vol.59（同上）
- モーニング娘。DVD MAGAZINE Vol.60（同上）

2014年
- モーニング娘。'14DVD MAGAZINE Vol.61（4月19日）
- モーニング娘。'14DVD MAGAZINE Vol.62（同上）
- モーニング娘。'14DVD MAGAZINE Vol.63（9月20日）
- モーニング娘。'14道重さゆみ卒業メモリアル（同上）
- モーニング娘。'14DVD MAGAZINE Vol.64（9月30日）
- モーニング娘。'14DVD MAGAZINE Vol.65（11月1日）
- モーニング娘。'14DVD MAGAZINE Vol.66（11月26日）

2015年
- モーニング娘。'15 DVD MAGAZINE Vol.67（3月14日）
- モーニング娘。'15 DVD MAGAZINE Vol.68（同上）
- モーニング娘。'15 DVD MAGAZINE Vol.69（同上）
- モーニング娘。'15 DVD MAGAZINE Vol.70（4月29日／e-LineUP!限定販売）
- モーニング娘。'15 DVD MAGAZINE Vol.71（5月5日）
- モーニング娘。'15 DVD MAGAZINE Vol.72（5月27日）
- モーニング娘。'15 DVD MAGAZINE Vol.73（6月18日）
- モーニング娘。'15 DVD MAGAZINE Vol.74（9月19日）
- モーニング娘。'15 DVD MAGAZINE Vol.75（同上）
- モーニング娘。'15 DVD MAGAZINE Vol.76（10月24日）
- モーニング娘。'15 DVD MAGAZINE Vol.77（11月28日）
- モーニング娘。'15鞘師里保卒業メモリアル（12月7日）
- モーニング娘。'15 DVD MAGAZINE Vol.78（同上）
- モーニング娘。'15 DVD MAGAZINE Vol.79（12月31日／e-LineUP!限定販売）

2016年
- モーニング娘。'16 羽賀朱音バースデーDVD 2016（2月28日[e-LineUP!]／3月12日）
- モーニング娘。'16 小田さくらバースデーDVD 2016（3月12日）
- モーニング娘。'16 DVD MAGAZINE Vol.80（同上）
- モーニング娘。'16 DVD MAGAZINE Vol.81（同上）
- モーニング娘。'16鈴木香音卒業メモリアル（4月2日）
- モーニング娘。'16 DVD MAGAZINE Vol.82（4月23日）
- モーニング娘。'16 佐藤優樹バースデーDVD2016（4月29日）
- モーニング娘。'16 DVD MAGAZINE Vol.83（5月31日）
- モーニング娘。'16 DVD MAGAZINE Vol.84（同上／e-LineUP!限定販売）
- モーニング娘。'16 DVD MAGAZINE Vol.85（6月11日）
- モーニング娘。'16 生田衣梨奈バースデー DVD 2016（7月7日）
- 石田亜佑美＆小田さくら（モーニング娘。'16）の「ラブラブデート in 京都 ～さくらと一緒にサクラを見に行こう！～」完全版（8月9日）
- モーニング娘。'16 DVD MAGAZINE Vol.86（9月24日）
- モーニング娘。'16 DVD MAGAZINE Vol.87（同上）
- モーニング娘。'16 野中美希 バースデーDVD 2016（同上）
- モーニング娘。'16 譜久村聖 バースデーDVD 2016（10月23日）
- モーニング娘。'16 工藤遥 バースデーDVD 2016（同上）
- モーニング娘。'16 飯窪春菜 バースデーDVD 2016（10月29日）
- MORNING MUSUME。'16 DVD MAGAZINE Vol.88（11月3日）
- MORNING MUSUME。'16 DVD MAGAZINE Vol.89（12月12日）
- モーニング娘。'17 石田亜佑美 バースデーDVD 2017（12月31日）

2017年
- MORNING MUSUME。'17 DVD MAGAZINE Vol.90（1月21日）
- モーニング娘。'17 牧野真莉愛 バースデーDVD 2017（1月28日）
- モーニング娘。'17 尾形春水 バースデーDVD 2017（2月4日）
- モーニング娘。'17 横山玲奈 バースデーDVD 2017（2月18日）
- MORNING MUSUME。'17 DVD MAGAZINE Vol.91（3月18日）
- MORNING MUSUME。'17 DVD MAGAZINE Vol.92（同上）
- MORNING MUSUME。'17 DVD MAGAZINE Vol.93（4月22日）
- MORNING MUSUME。'17 DVD MAGAZINE Vol.94（5月26日）
- MORNING MUSUME。'17 DVD MAGAZINE Vol.95（6月2日）
- MORNING MUSUME。'17 DVD MAGAZINE Vol.96（6月23日）
- MORNING MUSUME。'17 DVD MAGAZINE Vol.97（9月23日）
- MORNING MUSUME。'17 DVD MAGAZINE Vol.98（同上）
- モーニング娘。'17 工藤 遥 卒業メモリアル（10月5日）
- MORNING MUSUME。'17 DVD MAGAZINE Vol.99（同上）
- MORNING MUSUME。'17 DVD MAGAZINE Vol.100（11月3日）
- MORNING MUSUME。'17 DVD MAGAZINE Vol.101（同上）
- MORNING MUSUME。'17 DVD MAGAZINE Vol.102（11月21日）
- MORNING MUSUME。'17 DVD MAGAZINE Vol.103（同上）
- MORNING MUSUME。'17 DVD MAGAZINE Vol.104（12月11日）
- MORNING MUSUME。'17 DVD MAGAZINE Vol.105（同上／e-LineUP!Mall限定販売）

2018年
- MORNING MUSUME。'18 DVD MAGAZINE Vol.106（3月16日）
- MORNING MUSUME。'18 DVD MAGAZINE Vol.107（同上）
- MORNING MUSUME。'18 DVD MAGAZINE Vol.108（4月29日）
- モーニング娘。'18尾形春水卒業メモリアル（5月19日）
- MORNING MUSUME。'18 DVD MAGAZINE Vol.109（6月1日）
- MORNING MUSUME。'18 DVD MAGAZINE Vol.110（6月19日）
- MORNING MUSUME。'18 DVD MAGAZINE Vol.111（6月19日／e-LineUP!Mall限定販売）
- MORNING MUSUME。'18 DVD MAGAZINE Vol.112（9月22日）
- MORNING MUSUME。'18 DVD MAGAZINE Vol.113（同上）
- モーニング娘。'18 飯窪春菜卒業メモリアル（10月13日）
- MORNING MUSUME。'18 DVD MAGAZINE Vol.114（11月23日）
- MORNING MUSUME。'18 DVD MAGAZINE Vol.115（12月15日）

2019年
- MORNING MUSUME。'19 DVD MAGAZINE Vol.116（3月16日）
- MORNING MUSUME。'19 DVD MAGAZINE Vol.117（同上）
- MORNING MUSUME。'19 DVD MAGAZINE Vol.118（4月27日）
- MORNING MUSUME。'19 DVD MAGAZINE Vol.119（6月4日）
- MORNING MUSUME。'19 DVD MAGAZINE Vol.120（9月21日）
- MORNING MUSUME。'19 DVD MAGAZINE Vol.121（同上）
- MORNING MUSUME。'19 DVD MAGAZINE Vol.122（10月26日）
- MORNING MUSUME。'19 DVD MAGAZINE Vol.123（同上）
- MORNING MUSUME。'19 DVD MAGAZINE Vol.124（12月5日）

2020年
- MORNING MUSUME。'20 DVD MAGAZINE Vol.125（3月14日）
- MORNING MUSUME。'20 DVD MAGAZINE Vol.126（同上）
- MORNING MUSUME。'20 DVD MAGAZINE Vol.127（4月21日）
- MORNING MUSUME。'20 DVD MAGAZINE Vol.128（5月16日）
- MORNING MUSUME。'20 DVD MAGAZINE Vol.129（6月6日）
- MORNING MUSUME。'20 DVD MAGAZINE Vol.130（10月24日）
- MORNING MUSUME。'20 DVD MAGAZINE Vol.131（11月20日）

2021年
- MORNING MUSUME。'21 DVD MAGAZINE Vol.132（4月17日）
- MORNING MUSUME。'21 DVD MAGAZINE Vol.133（同上）
- MORNING MUSUME。'21 DVD MAGAZINE Vol.134（5月22日）
- MORNING MUSUME。'21 DVD MAGAZINE Vol.135（同上）
- MORNING MUSUME。'21 DVD MAGAZINE Vol.136（9月11日）
- MORNING MUSUME。'21 DVD MAGAZINE Vol.137（10月16日）
- MORNING MUSUME。'21 DVD MAGAZINE Vol.138～佐藤優樹 卒業スペシャル～（12月13日）

2022年
- MORNING MUSUME。'22 DVD MAGAZINE Vol.139（3月19日）
- MORNING MUSUME。'22 DVD MAGAZINE Vol.140〜森戸知沙希卒業スペシャル〜（6月20日）
- MORNING MUSUME。'22 DVD MAGAZINE Vol.141（9月24日）
- MORNING MUSUME。'22 Kaede Kaga Graduation Memorial DVD MAGAZINE（12月10日）

2023年
- MORNING MUSUME。'23 DVD MAGAZINE Vol.142（3月19日）
- MORNING MUSUME。'23 DVD MAGAZINE Vol.142（4月15日）
- MORNING MUSUME。'23 DVD MAGAZINE Vol.144（6月26日）
- MORNING MUSUME。'23 DVD MAGAZINE Vol.145（9月16日）
- MORNING MUSUME。'23 DVD MAGAZINE Vol.146～譜久村聖 卒業メモリアル～（11月29日）

2024年
- MORNING MUSUME。'24 DVD MAGAZINE Vol.147（3月16日）
- MORNING MUSUME。'24 DVD MAGAZINE Vol.148（同上）
- MORNING MUSUME。'24 DVD MAGAZINE Vol.149（4月28日）
- MORNING MUSUME。'24 DVD MAGAZINE Vol.150（5月27日）
- MORNING MUSUME。'24 DVD MAGAZINE Vol.151（9月14日）
- MORNING MUSUME。'24 DVD MAGAZINE Vol.152（同上）
- MORNING MUSUME。'24 DVD MAGAZINE Vol.153（10月26日）
- MORNING MUSUME。'24 DVD MAGAZINE Vol.154～石田亜佑美 卒業メモリアル～（12月6日）

2025年
- MORNING MUSUME。'25 DVD MAGAZINE Vol.155（3月15日）
- MORNING MUSUME。'25 DVD MAGAZINE Vol.156（同上）
- MORNING MUSUME。'25 DVD MAGAZINE Vol.157（5月10日）